# ترکیه
تُرکیه (ترکی استانبولی: Türkiye [ˈtyɾcije])، با نام رسمی جمهوری ترکیه (ترکی استانبولی: Türkiye Cumhuriyeti [ˈtyɾcije dʒumˈhu:ɾijeti] ())، یک کشور فراقاره‌ای است که بخش عمدهٔ آن در آناتولی در غرب آسیا قرار دارد و بخش کوچکی از آن در بالکان در اروپای جنوب شرقی واقع شده است. ترکیه از شمال با دریای سیاه، از شمال شرقی با گرجستان، از شرق با ارمنستان، جمهوری آذربایجان، و ایران، از جنوب شرقی با عراق، از جنوب با سوریه و دریای مدیترانه، از غرب با دریای اژه، و از شمال غربی با یونان و بلغارستان مرز مشترک دارد، در حالی که قبرس در سواحل جنوبی این کشور واقع شده است. ترک‌ها اکثریت جمعیت این کشور را تشکیل می‌دهند و کردها بزرگ‌ترین اقلیت قومی این کشور محسوب می‌شوند. آنکارا پایتخت سیاسی و دومین شهر بزرگ ترکیه است، در حالی که استانبول بزرگ‌ترین شهر و مرکز مالی آن است.
ترکیهٔ امروزی یکی از اولین مناطق مسکون جهان است و مکان‌های مهم دوران نوسنگی مانند گوبکلی‌تپه و تمدن‌های باستانی از جمله حتیان، هیتی‌ها، آناتولیایی‌های باستان، یونانیان میسنی، ایرانیان و دیگران در آن سکنی گزیده بودند.
پس از فتوحات اسکندر مقدونی که عصر هلنیستی آغاز شد، بیشتر مناطق باستانی در ترکیهٔ امروزی از نظر فرهنگی هلنیستی بود که در دوران بیزانس نیز ادامه یافت. ترکان سلجوقی در سدهٔ یازدهم فتوحات و مهاجرت‌شان به ترکیهٔ امروزی را آغاز کردند و حکومت سلجوقیان روم را تشکیل دادند که تا زمان حملهٔ مغول در سال ۱۲۴۳ بر آناتولی حکومت می‌کردند. در اواخر سدهٔ سیزدهم، عثمانی‌ها مقامات سلطنتی را متحد کرده و بالکان را فتح کردند و ترک‌سازی آناتولی در طول امپراتوری عثمانی افزایش یافت. پس از فتح قسطنطنیه (استانبول) در سال ۱۴۵۳ توسط محمد دوم، توسعهٔ عثمانی در دوران سلیم یکم ادامه یافت. در زمان سلطنت سلیمان یکم، امپراتوری عثمانی تبدیل به یک قدرت جهانی شد. از اواخر سدهٔ هجدهم به بعد، قدرت امپراتوری با از دست دادن تدریجی مناطق آن کاهش یافت. محمود دوم دورهٔ مدرن‌سازی را در اوایل سدهٔ نوزدهم آغاز کرد. انقلاب ترکان جوان در سال ۱۹۰۸ اقتدار سلطان را محدود کرد و بازگرداندن مجلس عثمانی پس از یک تعلیق ۳۰ ساله، امپراتوری را وارد دوران جدیدی کرد که احزاب مختلفی در آن فعال بودند. کودتای ۱۹۱۳ کشور را تحت کنترل سه پاشا قرار داد، که باعث شد در سال ۱۹۱۴ امپراتوری به نفع قدرت‌های مرکز وارد جنگ جهانی اول شود. در طول جنگ، دولت عثمانی نسل‌کشی‌هایی را علیه ارمنی‌ها، یونانی‌ها، و آشوری‌ها مرتکب شد. پس از شکست در جنگ، امپراتوری عثمانی تجزیه شد.
جنگ استقلال ترکیه علیه نیروهای متفقین منجر به الغای سلطنت در ۱ نوامبر ۱۹۲۲، امضای پیمان لوزان (که جایگزین معاهده سور شد) در ۲۴ ژوئیهٔ ۱۹۲۳، و اعلام جمهوری در ۲۹ اکتبر ۱۹۲۳ شد. با اصلاحاتی که توسط مصطفی کمال آتاترک اولین رئیس‌جمهور کشور آغاز گردید، ترکیه به یک جمهوری سکولار، واحد و پارلمانی تبدیل شد. ترکیه نقش برجسته‌ای در جنگ کُره داشت و در سال ۱۹۵۲ به ناتو پیوست. این کشور در نیمهٔ دوم سدهٔ بیستم چندین کودتای نظامی را تجربه کرد. اقتصاد در دههٔ ۱۹۸۰ آزاد گردید و منجر به رشد اقتصادی قوی‌تر و ثبات سیاسی شد. جمهوری پارلمانی به واسطهٔ همه‌پرسی سال ۲۰۱۷ با یک نظام ریاستی جایگزین شد.
ترکیه یک قدرت منطقه‌ای و یک کشور تازه صنعتی‌شده، با موقعیت استراتژیک ژئوپلیتیکی است. اقتصاد ترکیه که در میان اقتصادهای نوظهور و پیشرو در رشد طبقه‌بندی می‌شود، بیستمین اقتصاد بزرگ جهان است و دوازدهمین اقتصاد بزرگ براساس برابری قدرت خرید محسوب می‌شود. ترکیه علاوه بر عضویت در ناتو، عضو سازمان ملل متحد، صندوق بین‌المللی پول و بانک جهانی و یکی از اعضای مؤسس سازمان همکاری و توسعهٔ اقتصادی، سازمان امنیت و همکاری اروپا، سازمان همکاری اقتصادی دریای سیاه، سازمان همکاری اسلامی، سازمان دولت‌های ترک و گروه ۲۰ است. ترکیه یکی از اعضای اولیهٔ شورای اروپا در سال ۱۹۵۰ است، و در سال ۱۹۶۳ نیز به عضو وابستهٔ اتحادیهٔ اقتصادی اروپا تبدیل شد، و در سال ۱۹۹۵ به اتحادیهٔ گمرکی اتحادیهٔ اروپا پیوست و مذاکرات الحاق را با اتحادیهٔ اروپا در سال ۲۰۰۵ آغاز کرد. ترکیه دارای یک میراث فرهنگی غنی است که بر اساس قرن‌ها تاریخ و نفوذ مردمان مختلفی که در طول چندین هزار سال در قلمرو آن ساکن بوده‌اند، شکل گرفته است. این کشور خانهٔ ۱۹ سایت میراث جهانی یونسکو است و یکی از پربازدیدترین کشورهای جهان محسوب می‌شود.

## نام‌شناسی
نام انگلیسی ترکیه (Turkey) که امروزه به جمهوری ترکیه اعمال می‌شود، از لحاظ تاریخی (از طریق Turquie در فرانسوی باستان) از لاتین قرون وسطی، Turchia, Turquia گرفته شده است. این نام نخستین بار در انگلیسی میانی با عنوان‌های (Turkye , Torke، بعداً Turkie , Turky) به گواهی جفری چاوسر ثبت شده است.

## جغرافیا

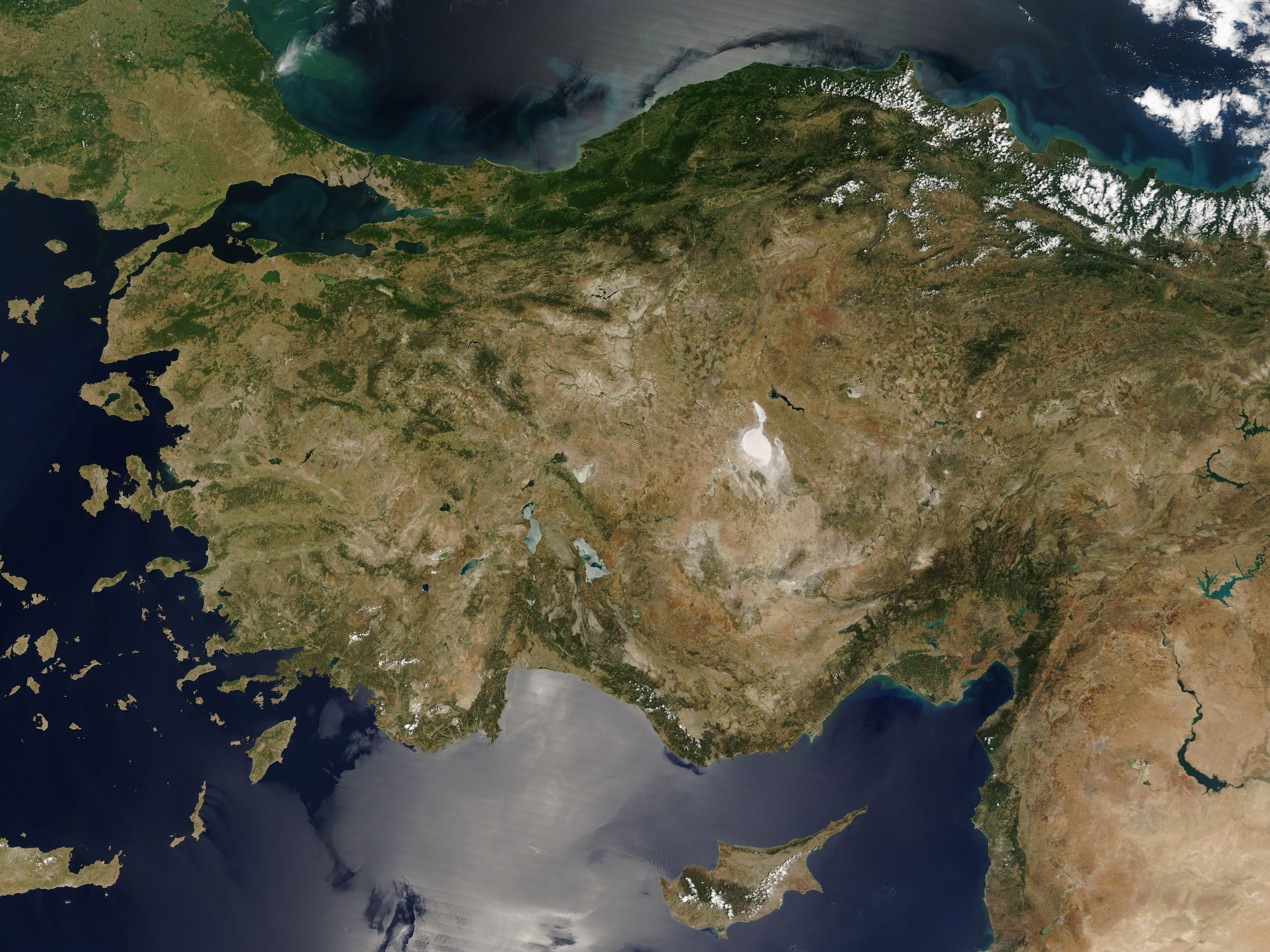
تصویربرداری ماهواره‌ای از جغرافیای ترکیه در سال ۲۰۰۵

ترکیه در بین شش کشور آسیایی و دو کشور اروپایی قرار گرفته است. کشورهای هم‌مرز ترکیه عبارت‌اند از: در خاور با ایران ۴۹۹ کیلومتر، جمهوری آذربایجان ۹ کیلومتر، ارمنستان ۲۶۸ کیلومتر، و گرجستان ۲۵۲ کیلومتر؛ در جنوب خاور با عراق ۳۵۲ کیلومتر و سوریه ۸۲۲ کیلومتر؛ در شمال باختر با یونان ۲۰۶ کیلومتر و بلغارستان ۲۴۰ کیلومتر.
ترکیه از سه طرف به دریا راه دارد. دریای سیاه، دریای مرمره، دریای اژه و مدیترانه از طریق دو تنگه بسفر و داردانل به دریاهای آزاد مرتبط می‌شوند و از لحاظ جغرافیایی موقعیت مناسبی به این کشور می‌دهند. بزرگ‌ترین و مهم‌ترین شهر آن استانبول می‌باشد.

### بزرگ‌ترین شهرها
بزرگ‌ترین شهرهای ترکیه به ترتیب: استانبول، آنکارا، ازمیر، بورسا، آدانا، غازی عینتاب، آنتالیا، قونیه و قیصریه هستند. بیشتر شهرهای این کشور دارای پارک‌های ملی و شهری سطح بالا هستند و همانند کشورهای غربی، هر شهر بزرگ در ترکیه دارای ناحیه تجاری است.

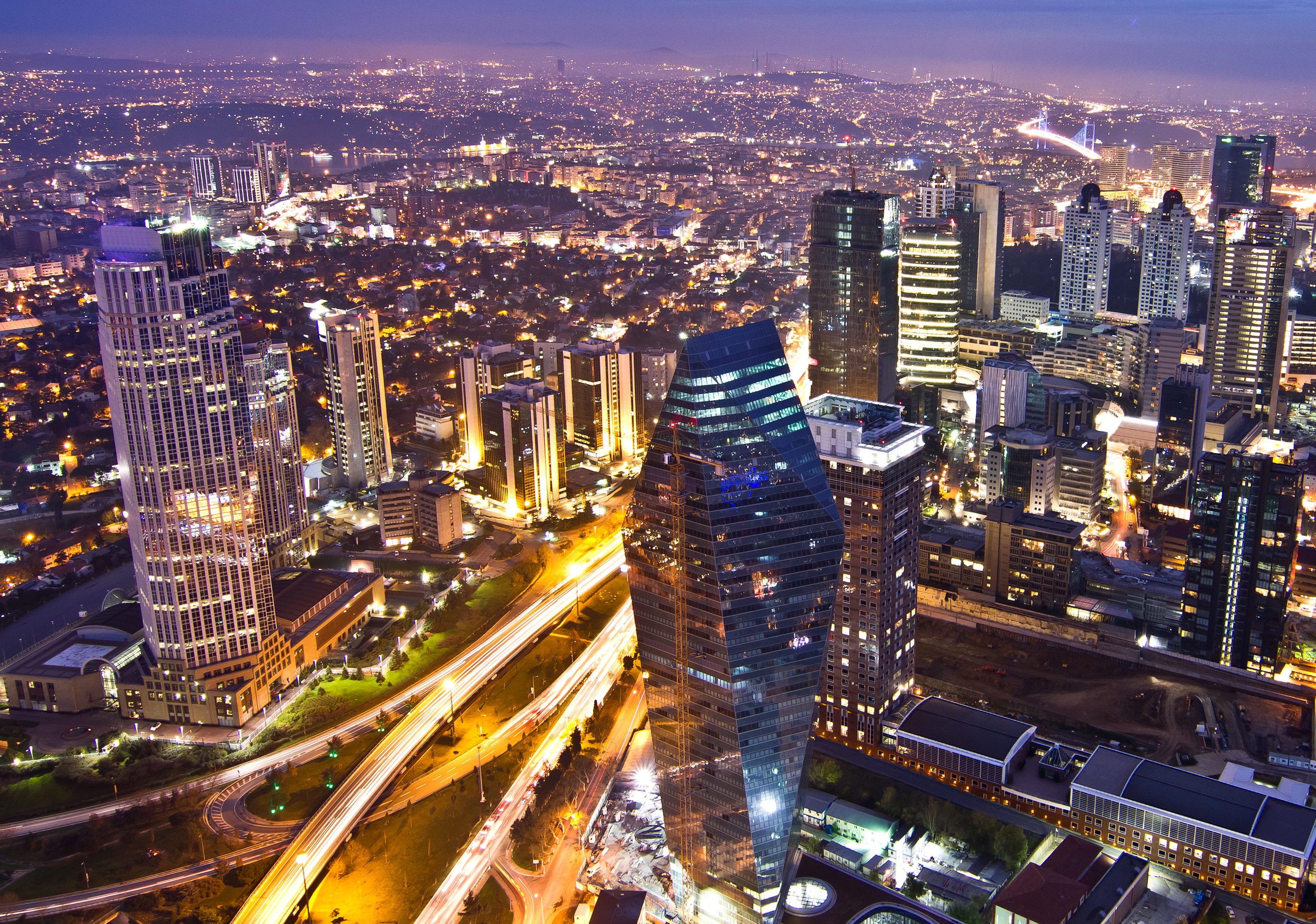
یک ناحیه تجاری در استانبول
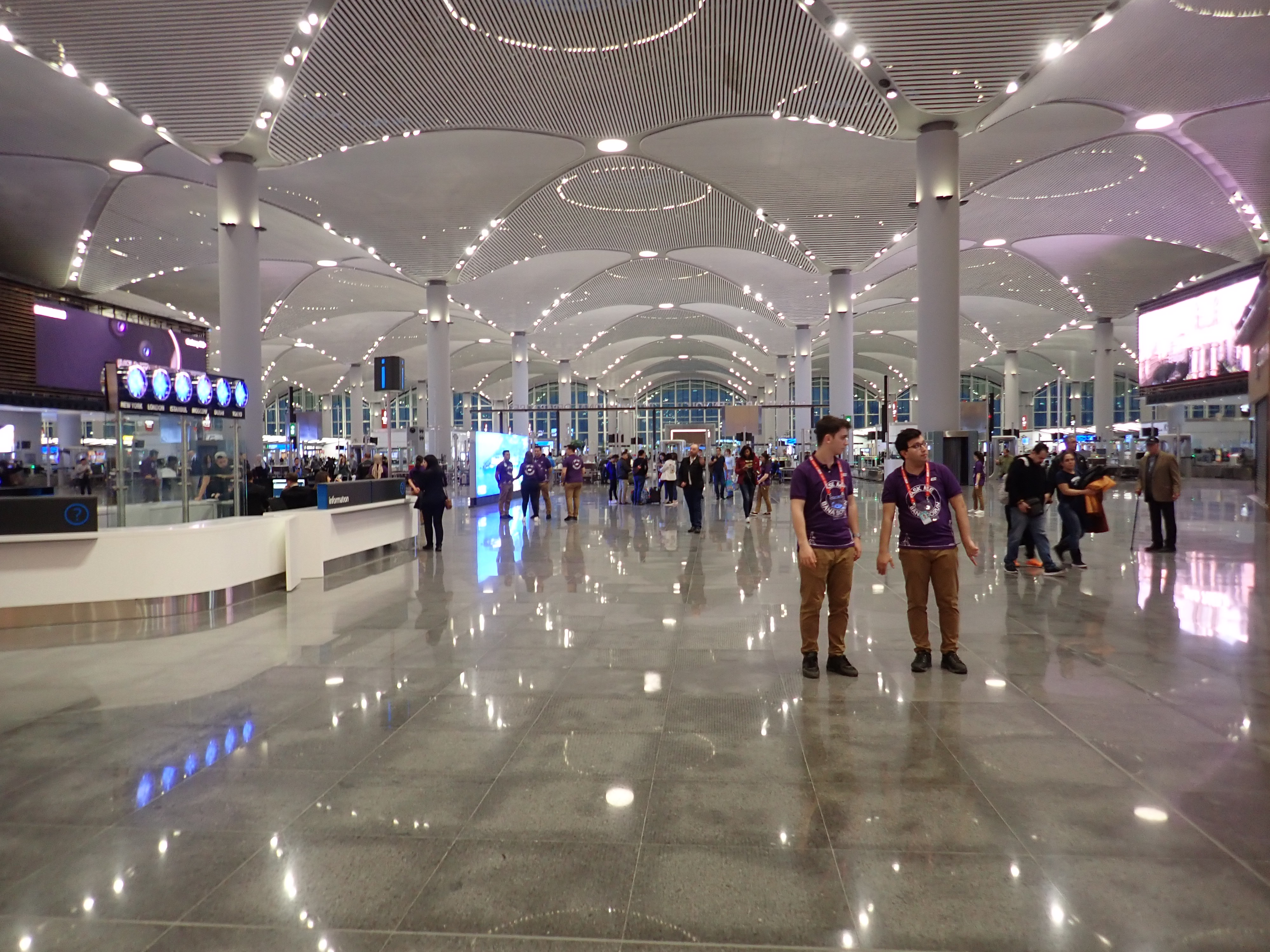
فرودگاه جدید استانبول
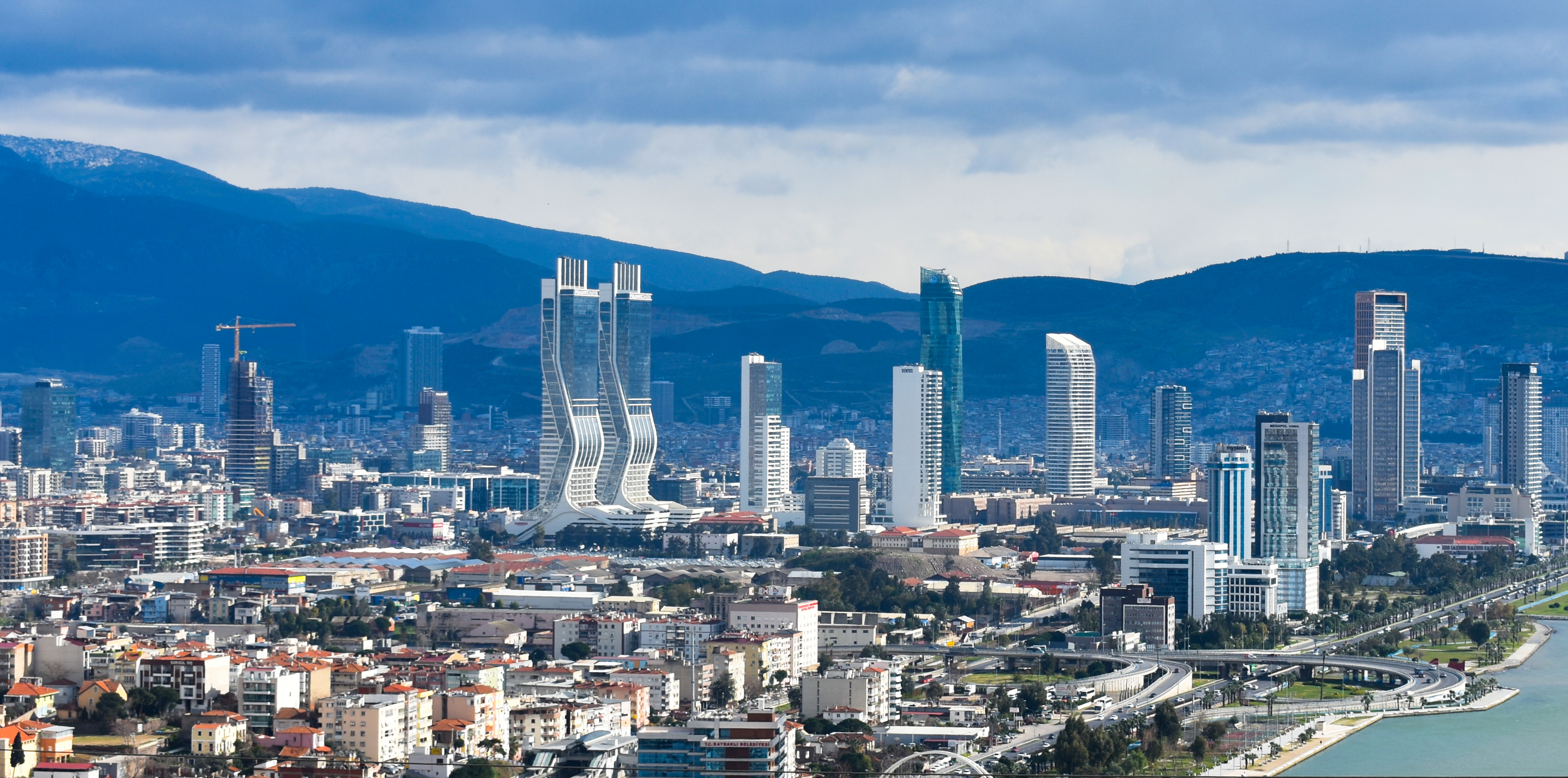
ازمیر سومین شهر بزرگ ترکیه
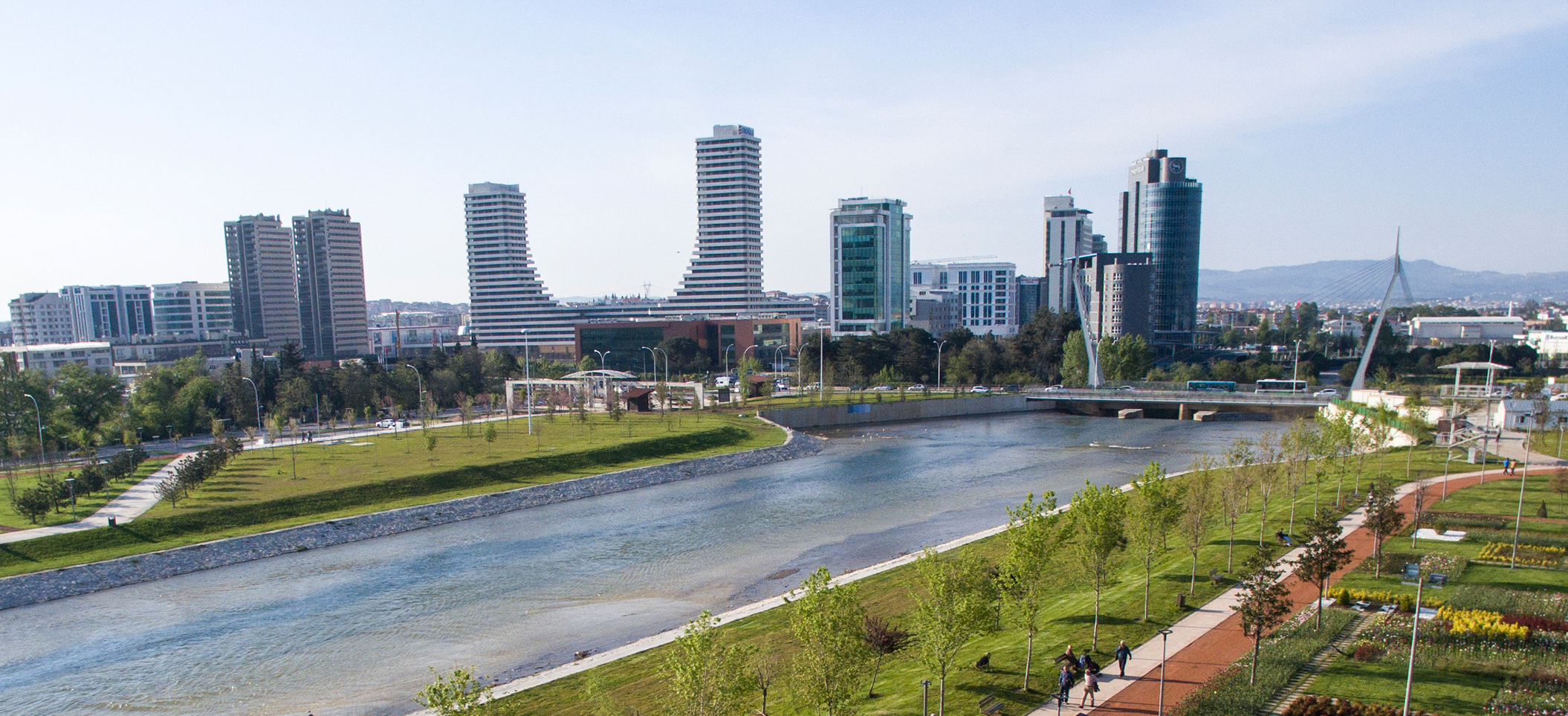
بورسا
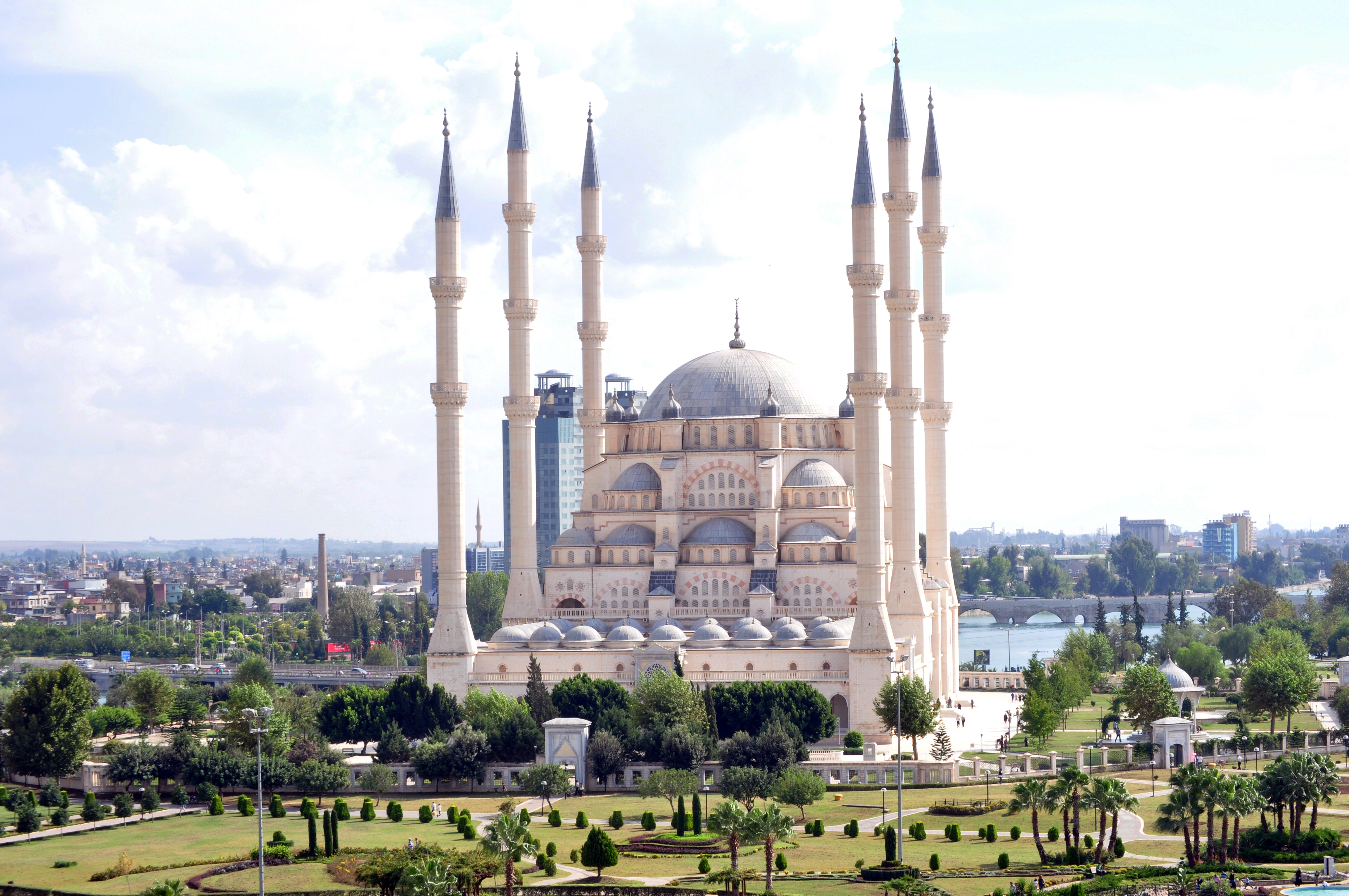
یک بلوار در شهر آدانا

## تقسیمات کشوری و شهرها
کنگره جغرافیای اول که در سال ۱۹۴۱ در آنکارا برگزار شد، در پایان بررسی‌های طولانی خود ترکیه را به هفت ناحیه جغرافیایی (به ترکی: bölge) تقسیم نمود. در بررسی‌های کنگره نام‌برده ویژگی‌های مختلف جغرافیایی ترکیه در نظر گرفته شد. هر یک از این نواحی شامل چندین استان (به ترکی: il) می‌شوند.
کشور ترکیه ۸۱ استان دارد. مراکز همه استان‌ها به جز سه استان با خود استان هم‌نام هستند. سه استان نام‌برده عبارت‌اند از: ختای (مرکز: انتاکیه)، قوجاایلی (مرکز: ایزمیت)، سقاریه (مرکز: آداپازاری). هرکدام از استان‌های ترکیه به چندین بخش تقسیم شده است.

## تاریخ

### دوران باستان

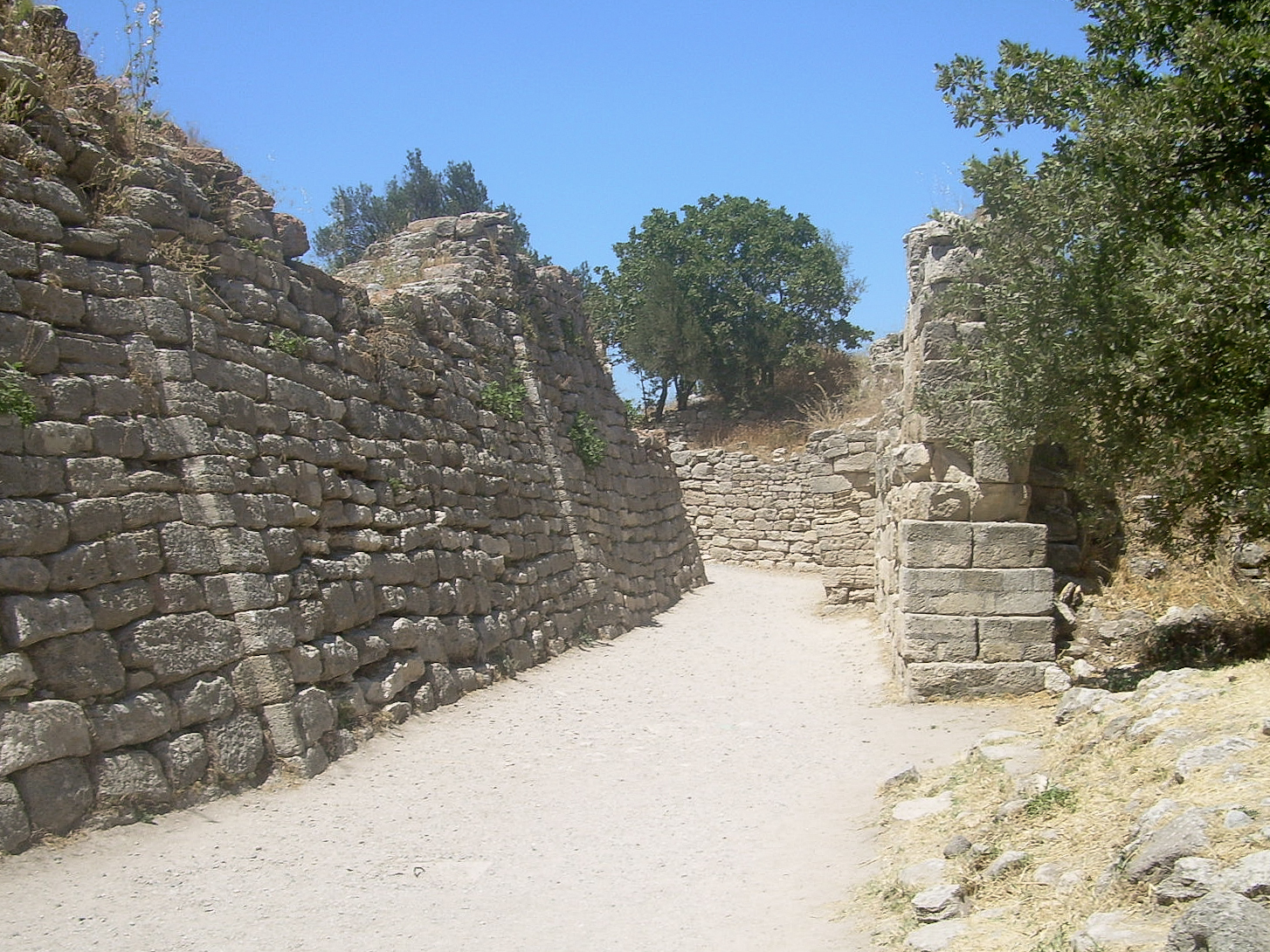
دیوار تروی؛ ۱۲۰۰ سال پیش از میلاد

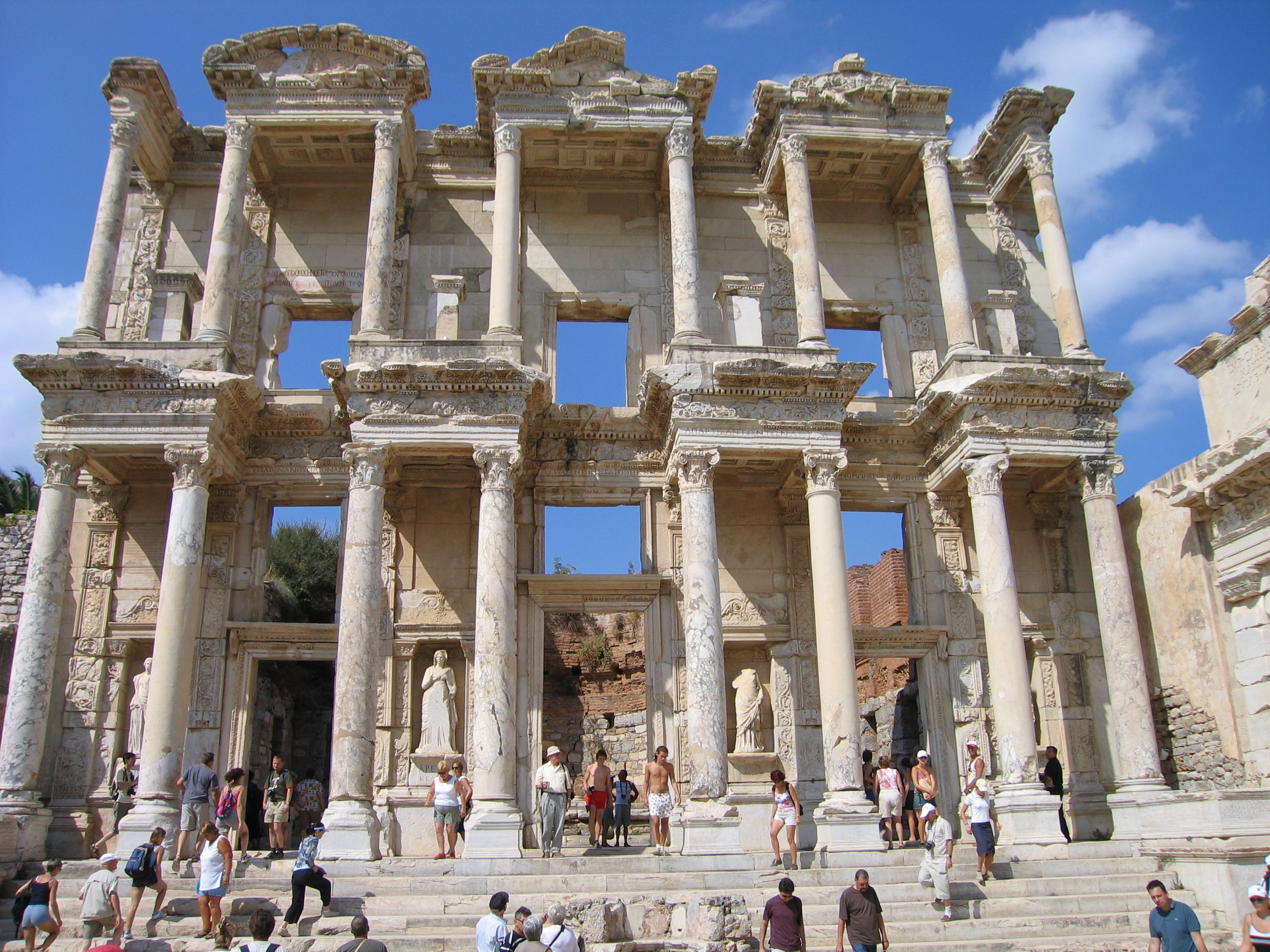
کتابخانه سلسوس در افسوس؛ سال ۱۳۵ میلادی

شبه جزیره آناتولی دربرگیرنده بیشتر مناطق ترکیه امروزی همواره یکی از قدیمی‌ترین مناطق مسکونی دنیا بوده که قدمت آن برمی‌گردد به اوایل دوران نوسنگی.
ترکیه کنونی در دوران باستان، تحت حکومت دولت شهرهای متعدّدی مانند لودیه و ایونیا قرار داشت. تا اینکه در حدود ۵۰۰ سال پیش از میلاد، این دولت‌ها توسّط کورش بزرگ هخامنشی منقرض شد و آناتولی زیر سلطه هخامنشیان درآمد. پس از یورش اسکندر در سال ۳۳۳ پ.م. آسیای کوچک به دست سلوکیان افتاد؛ و پس از اندکی رومیان جای آن‌ها را گرفتند.

### امپراتوری بیزانس
بعدها امپراتوری روم به دلیل وسعت زیاد دچار مشکل شد، تا اینکه در سال ۳۹۵ میلادی امپراتور کنستانتین شهر امپراتوری روم شرقی (کنستانتینوپل/قسطنطنیه/استانبول/اسلامبول) را پایتخت خود قرار داد؛ این اقدام مقدّمهٔ تقسیم روم به دو بخش شرقی و غربی شد. از آن پس روم شرقی یا امپراتوری بیزانس، ترکیه کنونی را در دست گرفت. در سال ۴۶۳ هجری قمری، ترکمانان مسلمان سلجوقی به فرماندهی آلپ ارسلان به جنگ با امپراتوری بیزانس شتافتند و در ملازگرد، سپاه امپراتور بیزانس، رومانوس چهارم را شکست دادند. بدین ترتیب نیمهٔ شرقی ترکیه به دست سلجوقیان افتاد و زمینه برای مسلمان شدن مردم آن جا و نفوذ زبان ترکی به آن جا فراهم شد؛ ولی نیمهٔ غربی ترکیه در دست امپراتوری بیزانس باقی‌ماند.

### امپراتوری عثمانی

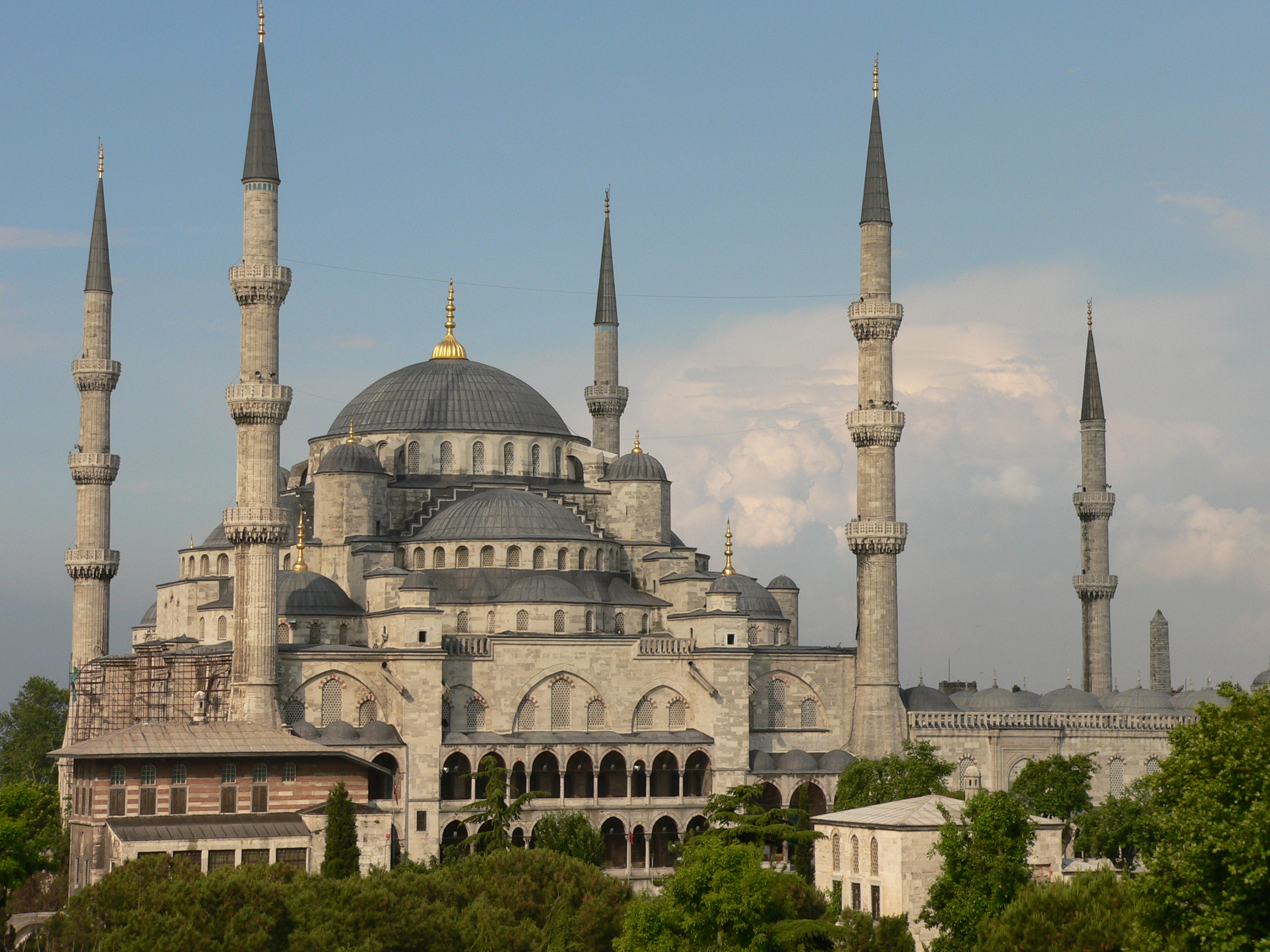
مسجد سلطان احمد در استانبول

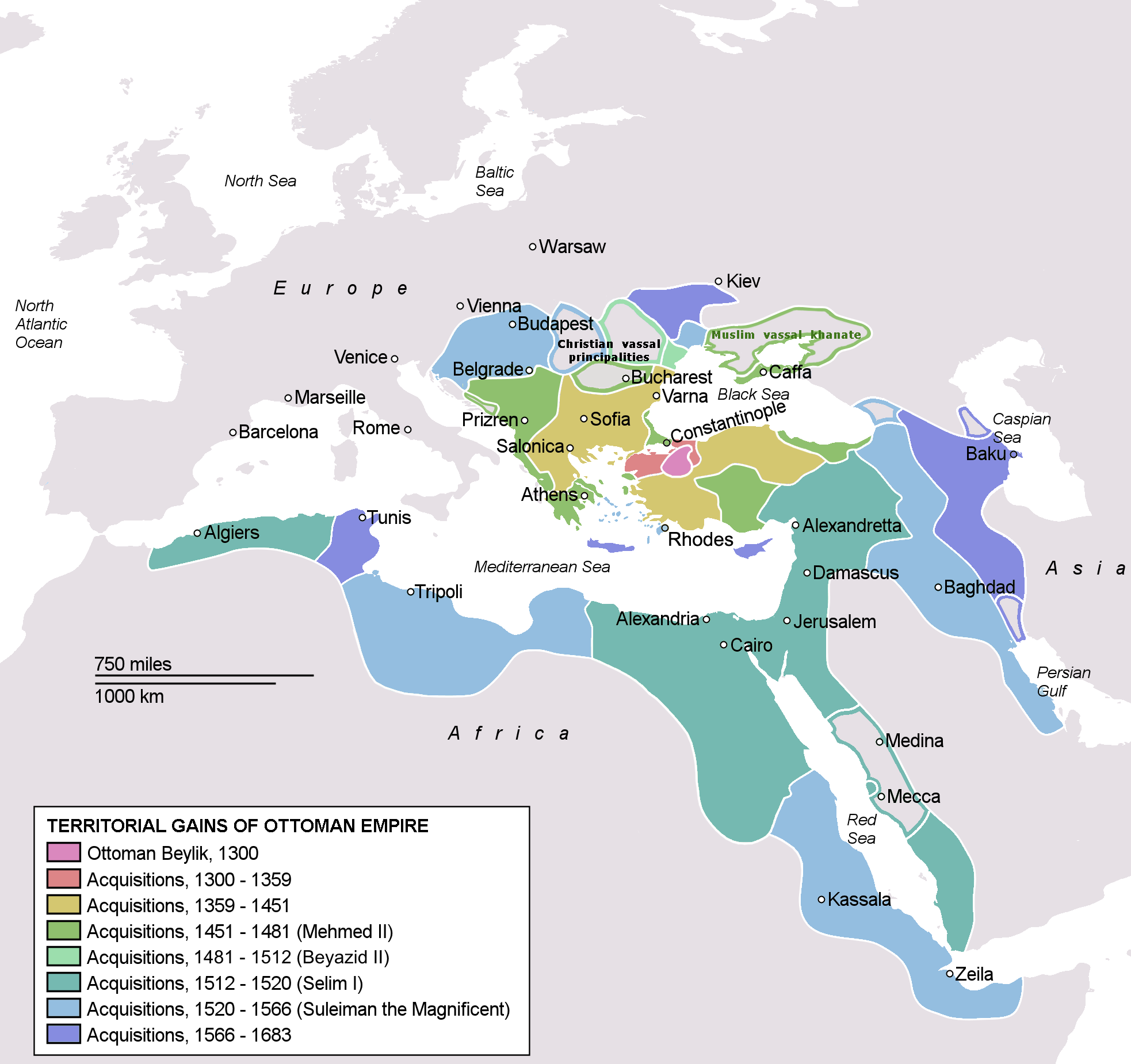
پهناوری امپراتوری عثمانی

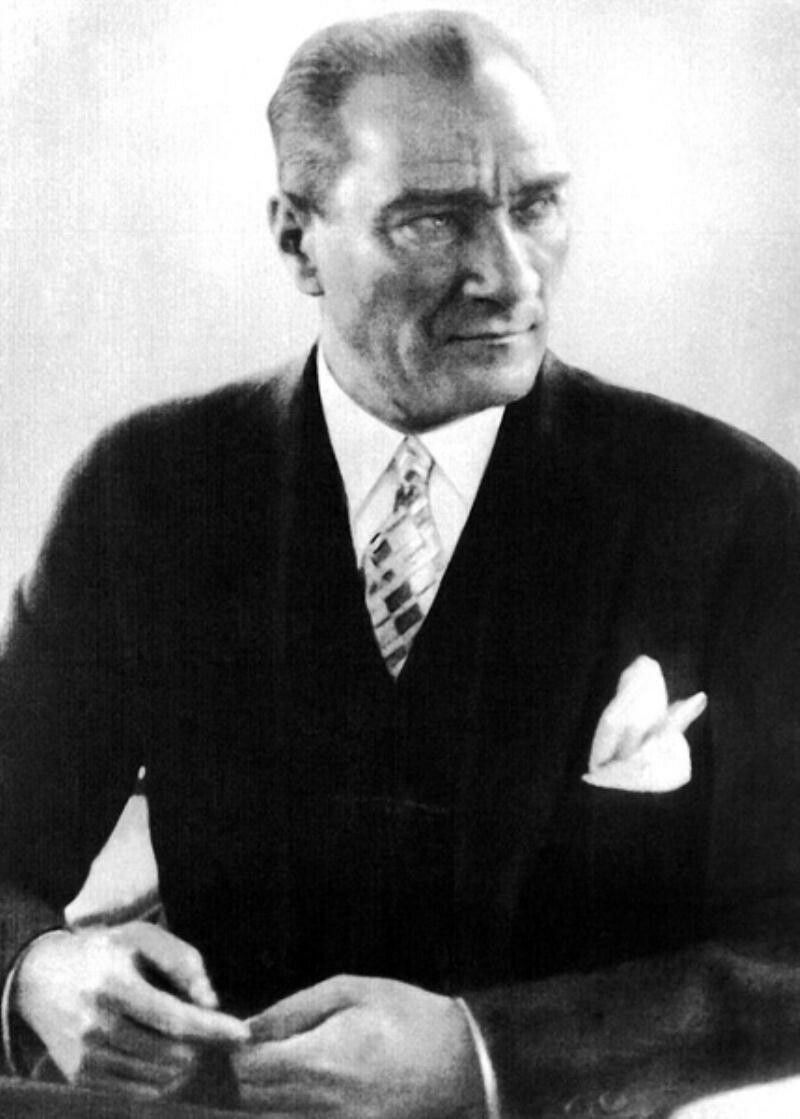
آتاترک، بنیان گذار جمهوری ترکیه

پس از نبرد ملازگرد و پیروزی امپراتوری سلجوقی در مقابل بیزانس، کوچ قبایل ترکمن مسلمان از شرق ایران به آسیای کوچک آغاز شد و این قبایل به تدریج دولتهای کوچک محلی در آنجا تشکیل دادند. یکی از مشهورترین این قبایل، قبیله «کایی» بود که در نزدیکی سوگوت سکونت داشتند. رهبر این قبیله به نام عثمان در سال ۶۷۸ هجری خورشیدی (۶۹۹قمری/۱۳۰۰میلادی) حکومتی تأسیس کرد که به نام خودش عثمانی خوانده شد. از آن پس تا حدود ۱۵۰ سال بعد امارت عثمانی بیشتر مناطق آناتولی را به تصرف درآورد.
در سال‌های نخست سده نهم هجری قمری، ایلدریم بایزید سلطان عثمانی، از تیمور لنگ شکست خورد و اسیر شد. تیمور لنگ افراد بسیاری را از ترکیه اسیر کرد تا به مناطق دیگر ببرد، ولی به درخواست خواجه علی سیاهپوش آنان را رها کرد و بدین ترتیب این افراد ناحیه شیعه نشین بزرگی را در کشور عثمانی به وجود آوردند و بسیاری از آنان در زمان شاه اسماعیل یکم صفوی به ایران آمدند و جزئی از قزلباشها شدند.
در سال ۸۳۲ ه‍.خ (۱۴۵۳میلادی)، سلطان محمد فاتح توانست به زندگی هزار ساله امپراتوری بیزانس (امپراتوری روم شرقی) پایان دهد. فتح درخشان او، تسخیر قسطنطنیه (کنستانتینوپول) پایتخت بیزانس بود، که از آن پس ایسلامبول (استانبول) نامیده شد. این فتح مبدأ قرون جدید در تاریخ اروپا شناخته شده است.
کسی که حکومت عثمانی را به امپراتوری تبدیل کرد، سلطان سلیم یکم ملقب به یاووز (مهیب) بود. وی در اوایل سده نهم هجری قمری به پادشاهی رسید. او در طول پادشاهی ۹ ساله خود شام، مصر، عراق، حجاز (غرب عربستان)، و بخش‌هایی از بالکان (در جنوب شرق اروپا) را به تصرف درآورد و خود را خلیفه مسلمانان نامید. همچنین او کتاب‌های بسیاری را از مناطق متصرف شده بدست آورد، که اکنون زینت بخش کتابخانه‌های ترکیه است. سلطان سلیم یکم در سال ۸۹۳ ه‍.خ (۹۲۰ق. /۱۵۱۴م) شاه اسماعیل یکم را در جنگ چالدران شکست داد.
اوج قدرت امپراتوری عثمانی در زمان سلطان سلیمان یکم (قانونی) پسر سلطان سلیم رخ داد. او مناطق بیشتری را به تصرف درآورد و حتی به محاصره وین پرداخت. او در یکی از جنگ‌هایش با شاه تهماسب صفوی، تا سلطانیه نیز پیش‌آمد. پس از او امپراتوری عثمانی رو به انحطاط گذاشت.

### جمهوری ترکیه
امپراتوری عثمانی در جنگ اول جهانی از هم پاشید و مورد تهاجم بریتانیا و متحدانش قرار گرفت. مصطفی کمال پاشا به دلیل سازماندهی مقاومت ملی علیه دول خارجی قهرمان ملی ترکیه گردید و توانست جمهوری ترکیه را در سال ۱۳۰۲ (۱۹۲۳) بر پایهٔ اصل جدایی دین از سیاست بنا کند و ملقب به آتاترک شد. وی خط لاتین را برای نوشتن زبان ترکی مرسوم کرد و اقدامات بسیاری را برای صنعتی و غربی شدن ترکیه انجام داد و دوره نوینی را در ترکیه به وجود آورد. او نظام جمهوری ترکیه را به صورت یک جمهوری مجلس محور (پارلمانی) تأسیس کرد و با ایجاد مجلس بزرگ میهنی ترکیه، دولت را در برابر مجلس میهنی مسئول ساخت. آتاترک مؤسس و رهبر حزب خلق جمهوری‌خواه ترکیه بود و به مدت پانزده سال و به صورت مادام العمر ریاست جمهوری ترکیه را بر عهده داشت.

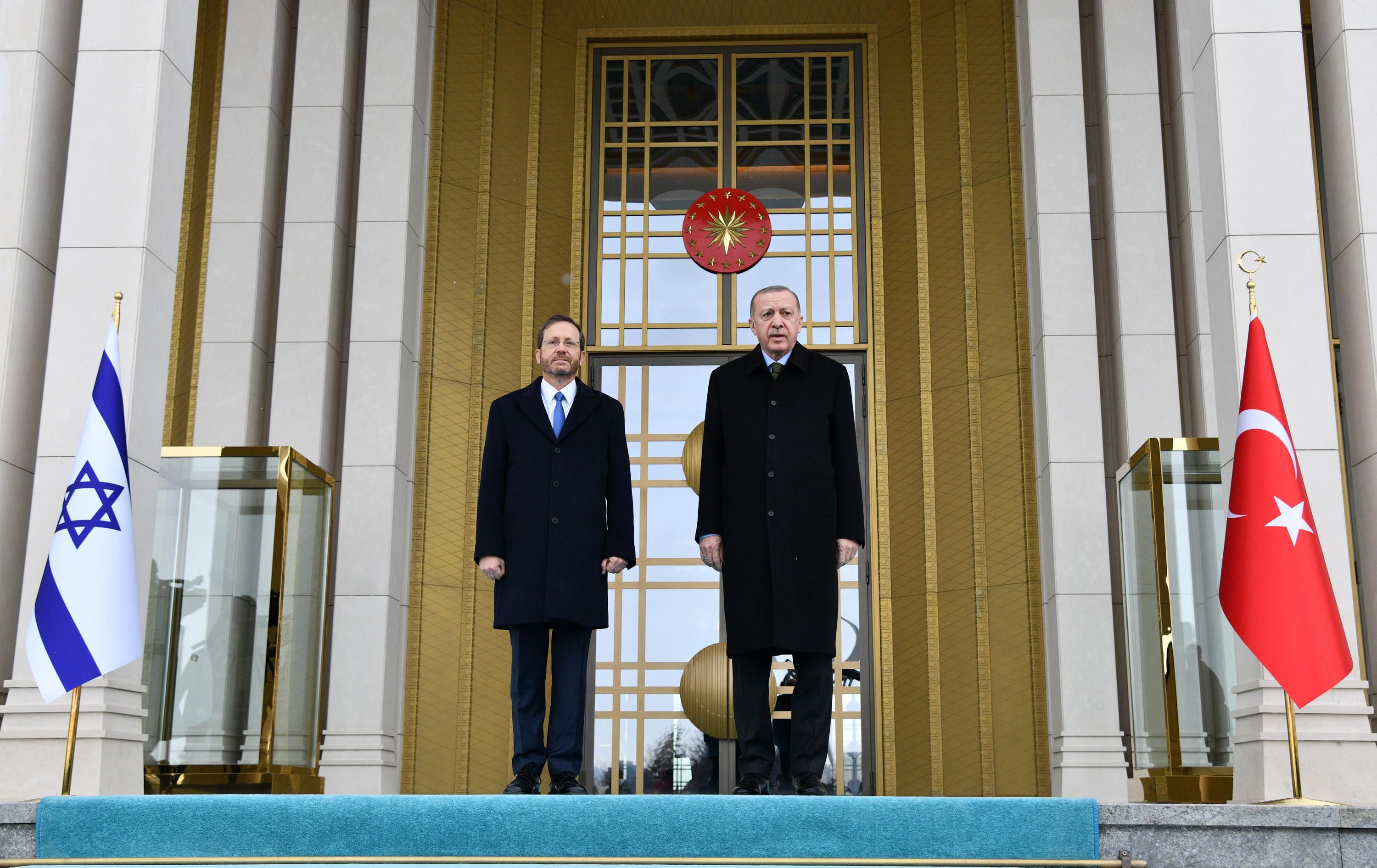
اردوغان رئیس‌جمهور ترکیه و اسحاق هرتزوگ رئیس جمهور اسرائیل، مارس ۲۰۲۲

در دوران اقتدار آتاترک و امین و پشتیبان او عصمت اینونو که از آن به عنوان دوران تک حزبی یاد می‌شود، سیمایی از اقتدار سیاسی ملی گرایانه به نمایش گذاشته شد که ابایی از نژادپرستی و ترویج پان‌ترکیسم و به انزوا راندن اسلام و قومیت‌ها نداشت. بعد از یک دوران تک‌حزبی در سال ۱۳۲۹ (۱۹۵۰) حزب دمکرات از گروه سیاسی مخالف قدرت را بدست گرفت و به تعداد احزاب اضافه شد، ولی آزادی سیاسی با دوره‌هایی از کودتاهای نظامیان در سال‌های ۱۳۳۹، ۱۳۵۰ و ۱۳۵۹ شکسته شد. در سال ۱۳۵۳ ترکیه با دخالت نظامی خود علیه کودتای یونانیان در قبرس مانع از الحاق قبرس به یونان شد. در سال ۱۳۷۵ باز نیروهای نظامی دولتی را که با برنامه‌های اسلامی روی کار آمده بود، ساقط کرد. اما از سال ۱۳۸۱ حزب اسلامگرای عدالت و توسعه به عنوان حزب حاکم زمام امور این کشور را در اختیار دارد. از سال ۱۳۶۳ (۱۹۸۴) تاکنون حزب کارگران کردستان و حکومت ترکیه درگیری‌های نظامی بسیاری داشته‌اند که باعث مرگ بیش از ۴۵ هزار تن گردیده است. ترکیه در سال ۱۳۲۵ به عضویت سازمان ملل درآمد و در سال ۱۳۳۱ به ناتو پیوست. ترکیه عضو جنبی جامعه اروپا است و اکنون با اجرای اصلاحاتی سعی در تحکیم و تقویت مردمسالاری و اقتصاد خود دارد تا بتواند مذاکرات برای عضویت در اتحادیه اروپا را آغاز نماید.

### پیشینه پرچم

تکامل پرچم ترکیه

طرح اصلی پرچم ترکیه مدرن عبارت است از ماه و ستاره سفید با زمینه سرخ رنگ. این طرح مربوط می‌شود به علائمی که امپراتوری‌های ترکمن سلجوقی و عثمانی به عنوان پرچم استفاده می‌کردند. جمهوری ترکیه این پرچم را به عنوان نشانه دولت نگاه داشت. از آن جا که سلاطین عثمانی در عین حال عنوان خلیفه مسلمین را داشتند، نزد اروپاییان طرح این پرچم به عنوان نماد اسلام شناخته شد.
اکنون شمار بسیاری از کشورهای اسلامی ماه و ستاره را به صور مختلف به پرچم خود افزوده‌اند. نشانه هلال احمر نیز از این تأثیر به کنار نبوده است. صلیب سرخ جهانی در ۱۲۴۱ توسط هنری دونانت بازرگان سوئیسی تأسیس شد و چون نشانه دولت سوئیس و علامت دین مسیح را بر آن نهادند، هلال احمر به عنوان برابر اسلامی-سنی (و شیر و خورشید سرخ به عنوان برابر شیعی) آن بعد از جنگ جهانی اوّل بر پا شد.
از جمله کشورهایی که نماد ماه و ستاره را روی پرچم کشورشان دارند، عبارت‌اند از: ازبکستان، الجزایر، پاکستان، ترکمنستان، تونس، جمهوری آذربایجان، سنگاپور، مالزی، موریتانی، لیبی و ترکیه.

## جمعیت‌شناسی
| گروه‌های قومی در ترکیه (داده‌های سازمان سیا) | گروه‌های قومی در ترکیه (داده‌های سازمان سیا) | گروه‌های قومی در ترکیه (داده‌های سازمان سیا) | گروه‌های قومی در ترکیه (داده‌های سازمان سیا) | گروه‌های قومی در ترکیه (داده‌های سازمان سیا) |
| ------------------------------------------ | ------------------------------------------ | ------------------------------------------ | ------------------------------------------ | ------------------------------------------ |
|                                            |                                            |                                            | درصد                                       |                                            |
| ترک‌ها                                      | ترک‌ها                                      |                                            | ۷۲–۷۷٪                                     | ۷۲–۷۷٪                                     |
| کردها                                      | کردها                                      |                                            | ۱۸٪                                        | ۱۸٪                                        |
| سایر اقوام                                 | سایر اقوام                                 |                                            | ۵–۱۰٪                                      | ۵–۱۰٪                                      |

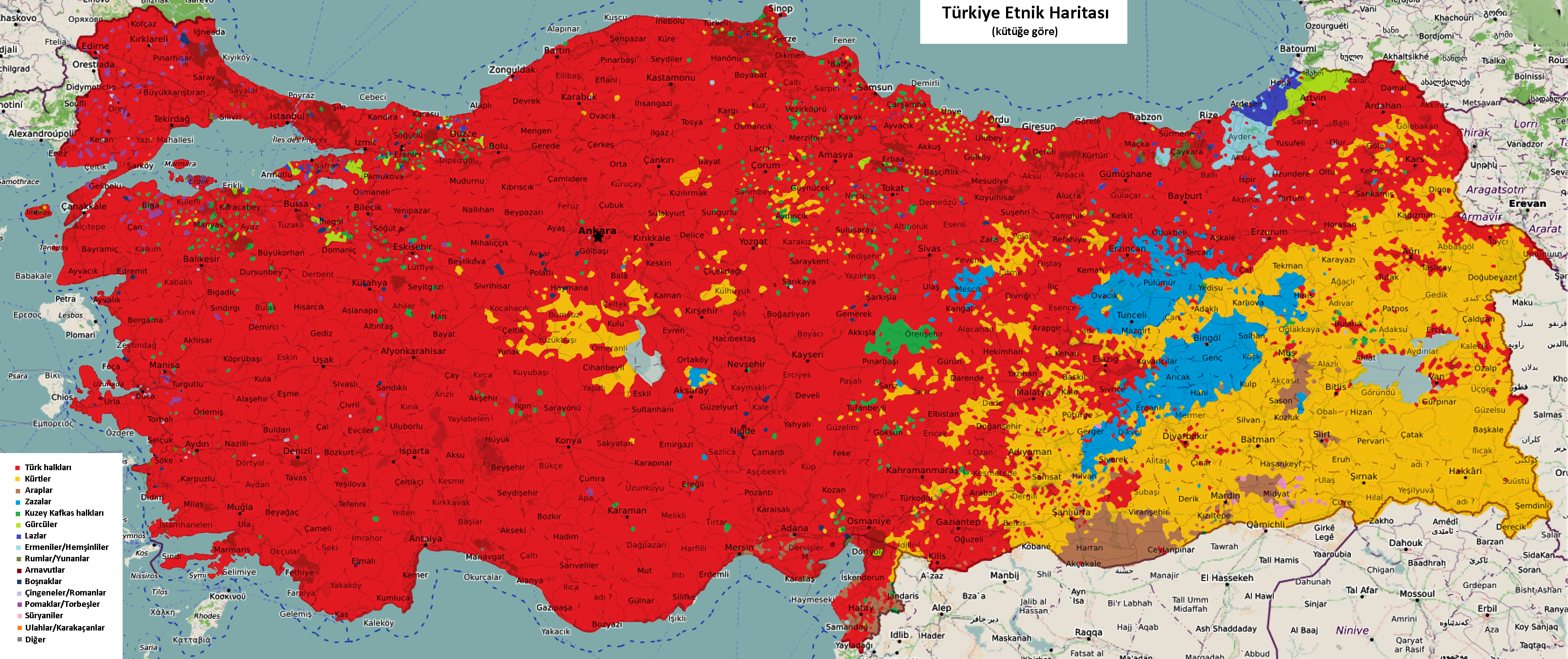
نقشه قوم‌شناسی کشور ترکیه (بر اساس تخمین‌ها)

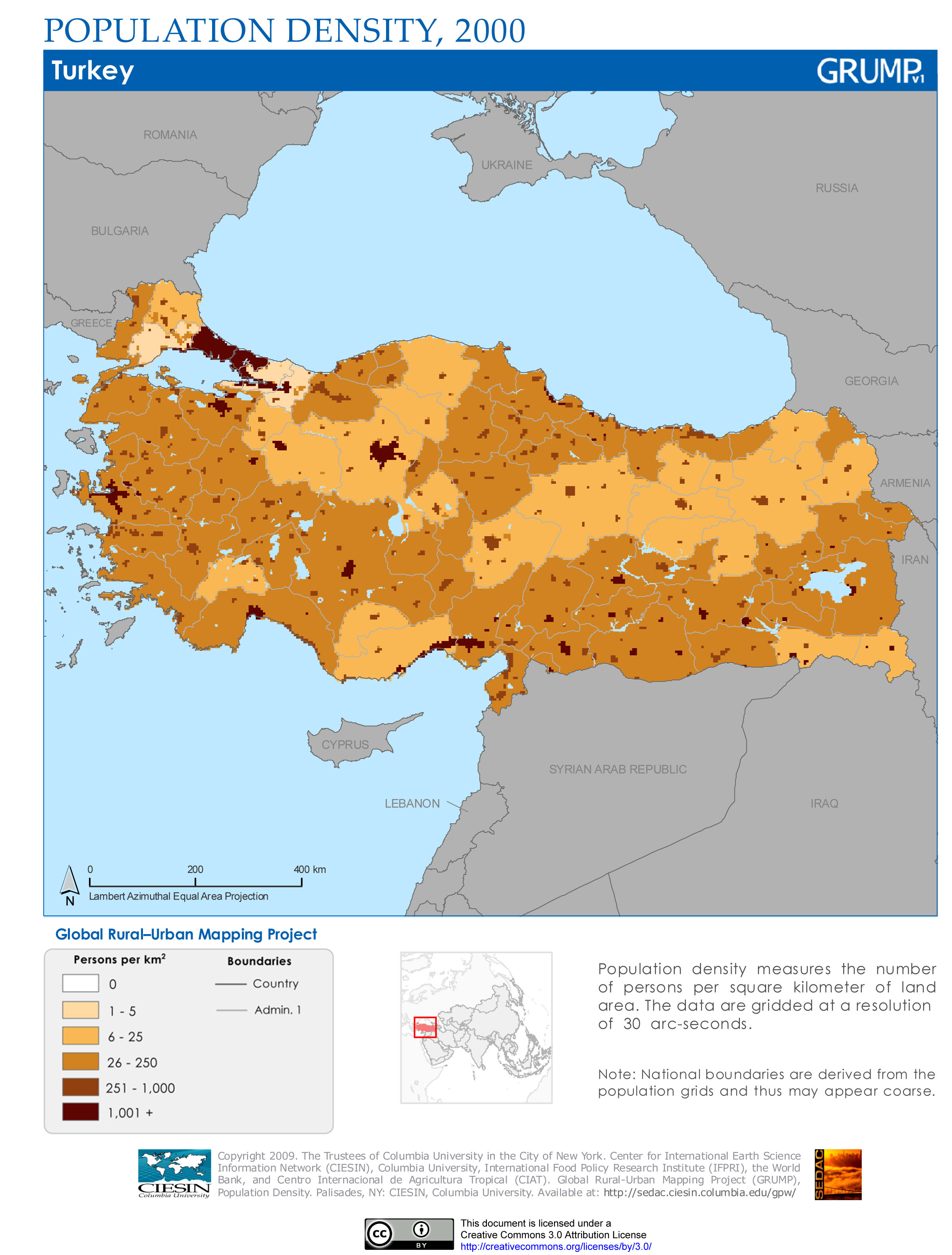
نقشه تراکم جمعیت ترکیه در سال ۲۰۰۰ میلادی

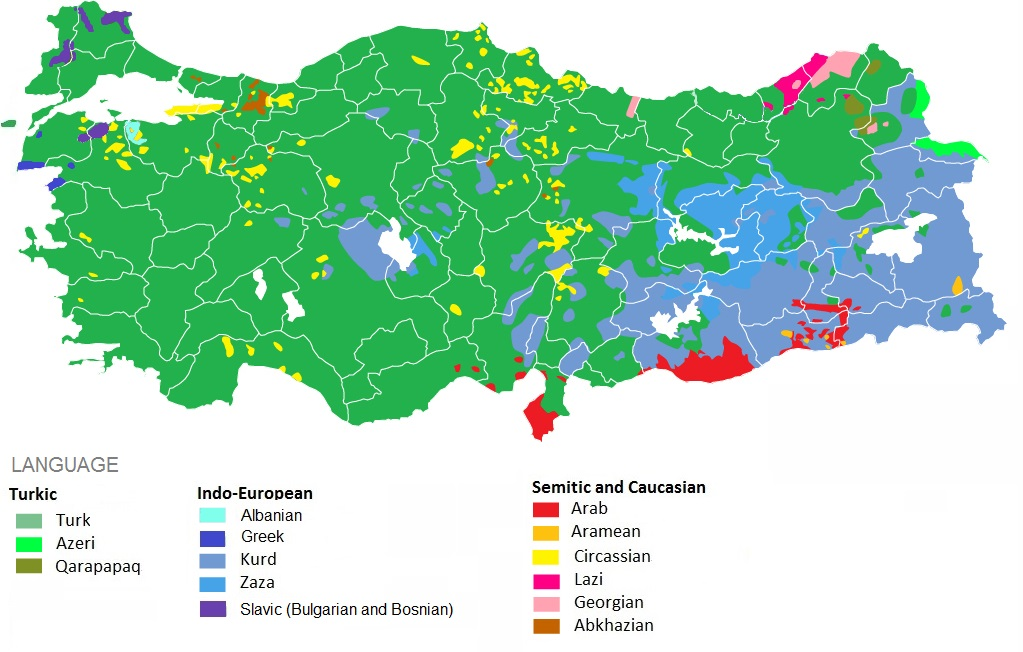
نقشه قوم‌شناسی ترکیه (بر اساس تخمین‌ها)

در سال ۲۰۱۹، جمعیت ترکیه ۸۳٫۲ میلیون نفر با نرخ رشد ۱٫۳۹٪ در سال بوده است.
مؤسسه آمار ترکیه در سال ۲۰۲۳ با انتشار گزارش شاخص‌های جمعیتی و با اشاره به کاهش نرخ فرزندآوری و تغییرات جمعیتی عمیق اعلام کرد که این کشور وارد وضعیت نگران کننده جمعیتی شده است. قدرت جمعیت به عنوان شاخص پویایی اساسی ترکیه، آسیب جدی دیده و اعداد و ارقام نشان می‌دهد که علاوه بر افزایش آمار طلاق، کاهش نرخ فرزندآوری و تعداد فرزندان، سن اولین ازدواج و اولین تولد نیز به سطوح وخیمی رسیده است. بنا به این گزارش، ترکیه که دارای جمعیت زیاد و ساختار خانواده پویا بود، در سال‌های اخیر دچار انحطاط جمعیتی شده و نرخ زاد و ولد در ترکیه به طرز وحشتناکی کاهش یافته و ادامه این روند، قدرت جمعیتی و ساختار خانواده به خطر انداخته است. مؤسسه آمار ترکیه همچنین اعلام کرد که طی سال‌های اخیر تغییرات وحشتناکی در نرخ خام زاد و ولد، نسبت فرزندان به جمعیت، سن اولین ازدواج، سن اولین تولد، زایمان سزارین و آمار طلاق در ترکیه رخ داده است.
زبان بیشتر مردم در ترکیه ترکی استانبولی است ولی در کنار آن زبان‌های کردی، ارمنی، زازاکی، ترکی آذربایجانی در میان گروه‌های قومی استفاده می‌شود. گروه‌های قومی کوچک‌تری چون لازها، عرب‌ها، گرجی‌ها و چرکس‌ها به تنوّع زبانی و فرهنگی این کشور افزوده‌اند.
کردهای ترکیه بیشتر در جنوب شرقی و شرق کشور زندگی می‌کنند. زبان رسمی این کشور ترکی است. گروه‌های قومی کوچک‌تر در ترکیه عبارت‌اند از: ارمنی‌ها، آذربایجانی‌ها (شمال شرق)، لازها (شمال) و عربها (جنوب).
یک مطالعه ژنتیکی در سال ۲۰۰۱ از طریق بررسی هاپلوگروپ‌های دی‌ان‌ای در ترکیه نشان داده که ترک‌ها و کردها در کنار ارمنی‌ها، ایرانیان، یهودیان و لبنانی‌ها و دیگر گروه‌های ساکن سواحل مدیترانه (چه در شرق و چه در غرب) احتمالاً از یک نیای مشترک برخوردارند. در نتیجه اقوام امروزین ترک، کرد و ارمنی ممکن است از دل همین گروه‌ها درآمده باشند. مطالعه ژنتیکی دیگری هم در سال ۲۰۰۳ نشان داده که ترک‌های آناتولی با وجود خویشاوندی زبانی (در خانواده زبان‌های ترکی) و همسایگی تاریخی با مغول‌ها ارتباط ژنتیکی خاصی با آنان ندارند. به‌طوری‌که میزان اختلاف ژنتیکی ترک‌ها و آلمانی‌ها با سه گروه اصلی مغول به یک اندازه بوده است.
در مطالعه دیگری در سال ۲۰۰۳ بر روی ۵۲۳ کروموزوم ایگرگ (که تنها نسب پدری را نشان می‌دهد) از اهالی ۹۰ شهر مختلف ترکیه ۵۴ هاپلوتایپ متفاوت شناسایی شده که اکثریت آن‌ها (۹۴٫۱٪) از هاپلوتایپ‌های رایج در اروپایی‌ها و مردمان همسایه خاورمیانه‌ای است. هاپلوتایپ‌های مرتبط با اهالی آسیای میانه با تنها ۳٫۴٪، هندی‌ها ۱٫۵٪ و آفریقایی‌ها ۱٪ در اقلیت هستند. تنوع قابل ملاحظه هاپلوتایپ‌ها در میان ترکان گواهی بر نقش مهم آناتولی هم به عنوان یک دریافت‌کننده و هم به عنوان یک منبع در جریان شارش ژنی بین مناطق مختلف است. برآوردهای متفاوتی در مورد سهم ژنتیکی مهاجرت ترک‌زبانان آسیای میانه به منطقه آناتولی صورت گرفته است. بر اساس یکی از مطالعات بر روی کروموزم ایگرگ این سهم حدود ۱۰درصد و بر اساس یکی دیگر بر روی میتوکندری دی‌ان‌ای و کروموزوم ایگرگ حدود ۳۰ درصد است. هرچند احتمالاً شارش ژنی بین آناتولی و آسیای میانه چندین بار در دوره‌های پیش از تاریخ صورت گرفته است اما نامعلوم بودن شمار این جمعیت‌ها و تعداد این دوره‌ها مشکل بزرگی برای تعیین سهم ژنتیکی مهاجرت ترکان اوغوز در سده ۱۱ میلادی به آناتولی است. بر اساس برخی از مطالعات تعیین میزان هاپلوگروپ‌های مخصوص آسیا مانند C-RPS4Y و O3-M۱۲۲ بهترین روش برای تعیین ابعاد این مهاجرت و سهم ژنی آن آن در جمعیت کنونی آناتولی است. این توالی‌های ژنتیکی در یکی از مطالعات تنها در ۱٫۵ درصد اهالی ترکیه دیده شده در حالی‌که در یکی از مطالعات بر روی ۱۳ قوم آسیای میانه ۱۸٪ و در مطالعه دیگری بر روی ۴۹ قوم آسیای میانه ۳۳٪ شیوع داشته‌اند. به نظر می‌رسد افزایش قابل ملاحظه جمعیت آناتولی در عصر برنز که جمعیت آن را در دوران امپراتوری روم به ۱۲ میلیون نفر رسانده بود موجب کاهش تأثیر مهاجرت سلجوقیان و دیگر ترک‌زبانان آسیای میانه شده باشد.
بخشی از ترک‌تباران ترکیه از اقوام ترکان سلجوقی غز هستند؛ ترکان سلجوقی به رهبری طغرل بیگ پس از شکست غزنویان در سال ۴۲۹ هجری قمری شهر نیشابور را پایتخت خود قرار دادند، در سال ۴۳۳ شهر ری را مرکز حکومت خود کردند، سپس اصفهان را مقر اصلی حاکمیت خود قرار داده همدان را نیز پایتخت تابستانی خود کردند. سلجوقیان سپس به رهبری آلپ‌ارسلان در جنگ ملازگرد با رومانوس چهارم امپراتور بیزانس، آناتولی را به تصرف خود درآوردند و سرزمین آسیای صغیر تا قونیه جز امپراتوری سلجوقی گردید. ترکان سلجوقی که از آسیای میانه به فلات ایران وارد شده و شهرهای ایران را فتح کرده در شهر ری حاکمیت خود را تثبیت کرده بودند در این مکان‌ها و در آذربایجان ساکن شدند و با فراهم آوردن لشکریان زیاد از آذربایجان، آناتولی را فتح و در این منطقه مستقر شده پس از غلبه بر امپراتوری بیزانس (روم شرقی)، این منطقه را بر امپراتوری خود افزودند و از زمان حاکمیت فرزندان عثمان (نام یکی از حاکمان ترک آناتولی) امپراتوری عثمانی را در آنجا بنا نهادند.

## فرهنگ
فرهنگ ترکیه شامل فرهنگ‌ها و آیین‌هایی به شدت متنوع و ناهمگن است که از غرب آسیا، آسیای میانه، اروپای شرقی و سنت‌های قفقاز گرفته شده است. بسیاری از این سنت‌ها در ابتدا توسط امپراتوری عثمانی، یک کشور چند قومی و چند مذهبی گرد هم آمده بودند.
ترکیهٔ نوین در حال سرمایه‌گذاری بر بخش‌هایی است که به جهانی‌سازی کشور کمک می‌کند. برای مثال، بخش‌های هنری و معماری مورد توجه ترکیهٔ نوین بوده‌اند. نخبگان کشور در تلاش بوده‌اند تا کشور با سرعت بیشتری فرهنگ غربی را بپذیرد با این حال، فرهنگ ملی، بومی و مذهبی کشور را نیز حفظ کردند. به شکل کلی، حکومت ترکیه در تلاش بوده است تا ملی‌گرایی و فرهنگ ملی را تقویت و در کنار آن به جهانی‌سازی کشور بپردازد.

### دین
| دین در ترکیه | دین در ترکیه | دین در ترکیه | دین در ترکیه | دین در ترکیه |
| ------------ | ------------ | ------------ | ------------ | ------------ |
| دین          | دین          |              | درصد         | درصد         |
| اسلام        | اسلام        |              | ۹۹٫۸٪        | ۹۹٫۸٪        |
| دیگر         | دیگر         |              | ۰٫۲٪         | ۰٫۲٪         |

نخستین قانون اساسی جمهوری ترکیه که در سال ۱۹۲۴ میلادی تهیه شده است دین رسمی ترکیه را اسلام تعیین نموده است. لیکن در اصلاحات قانون اساسی سال ۱۹۲۸ این ماده قانونی حذف و با تأکید بر جدایی دین از سیاست، ترکیه کشوری با دولت و حکومت سکولار (جدایی دین از سیاست) معرفی گردیده است. بنابر آخرین آمار موجود در ترکیه حدود ۹۹/۸ درصد جمعیت این کشور را مسلمانان و ۰/۲ درصد را مسیحیان و کلیمیان و پیروان دیگر ادیان تشکیل می‌دهند. (البته مطابق کتاب اطلس جامع گیتاشناسی، %۹۲/۵مسلمان (عمدتاً سنی)، ۰/۲٪بی‌دین و بقیه ۰/۵٪ هستند)
مسلمانان ترکیه بیشتر پیرو مذهب تسنن می‌باشند که از میان آن‌ها حنفی‌ها بزرگ‌ترین گروه به‌شمار می‌آیند که عمدتاً در مرکز و غرب ترکیه ساکن هستند. شافعی‌ها با جمعیتی کمتر در مناطق شرقی ترکیه مستقرند و اکثراً کرد هستند. شمار پیروان مذاهب دیگر بسیار کم می‌باشد. روی هم رفته پیروان ادیان در ترکیه به دو قسمت اصلی تقسیم می‌شوند:
الف) پیروان دین اسلام، که خود به چند مذهب تقسیم می‌شود و اهم آن‌ها عبارتند از:
۱- حنفی‌ها: جمعیت قابل ملاحظه‌ای از اهل سنت ترکیه را تشکیل می‌دهند.
۲- شافعی‌ها: شاخه‌ای از اهل سنت است که پیروان آن را بیشتر کردها تشکیل می‌دهند.
۳- پیروان سایر فرق اهل سنت.
۴- علویان که خود به چهار دسته تقسیم می‌شود و بنابر آمار رسمی دولت ترکیه حدود ۱۲ میلیون نفر پیرو دارد.
ب) پیروان ادیان دیگر به‌جز اسلام، که در کل ۲ درصد از جمعیت ترکیه را تشکیل می‌دهند.

#### حجاب
حجاب اسلامی در ترکیه دچار دگرگونی‌هایی شده است. بر اساس قوانین ترکیه، کارمندان زن در ادارات دولتی اجازهٔ استفاده از روسری و سایر پوشش‌های مشابه را ندارند؛ همچنین بر اساس بخشنامه‌ای تحت عنوان «نحوه پوشش در مراکز آموزش عالی ترکیه» که در سال ۱۹۹۷ میلادی صادر شده، دانشجویان دختر دانشگاه‌های دولتی اجازهٔ استفاده از حجاب در دانشگاه‌ها را ندارند و در سال ۲۰۰۶ این قانون برای دانشگاه‌های غیردولتی نیز لازم‌الاجرا شد. اکنون در این کشور حجاب اختیاری و در بخش‌های حکومتی «غیرقانونی» است.

### ورزش
پرهوادارترین ورزش در ترکیه، فوتبال است. این کشور در فوتبال مردان و زنان سرمایه‌گذاری بسیاری کرده است و برخی از باشگاه‌های کشور توانسته‌اند به شهرت جهانی برسند. برای مثال، باشگاه فوتبال گالاتاسرای توانسته در لیگ اروپا و سوپرجام اروپا به قهرمانی برسد. تیم ملی فوتبال مردان ترکیه نیز در جام جهانی فوتبال ۲۰۰۲، جام کنفدراسیون‌ها ۲۰۰۳ و جام ملت‌های اروپا ۲۰۰۸ به مقام سوم دست یافته است. بسکتبال و والیبال هم هواداران بسیاری در این کشور دارند و علاوه بر تیم مردان، تیم‌های زنان ترکیه نیز در ورزش‌های پرهوادار توانسته‌اند افتخارات بین‌المللی بسیاری به دست آورند. تیم ملی والیبال زنان ترکیه از تیم‌های ملی موفق ترکیه بوده است و توانسته است که در بازی‌های اروپایی، مسابقات قهرمانی والیبال زنان اروپا و بسیاری دیگر، مدال‌های برتر را ار آن خود کند. کشتی روغنی نیز ورزش ملی کشور است و مسابقات آن در کشور برگزار می‌شود.

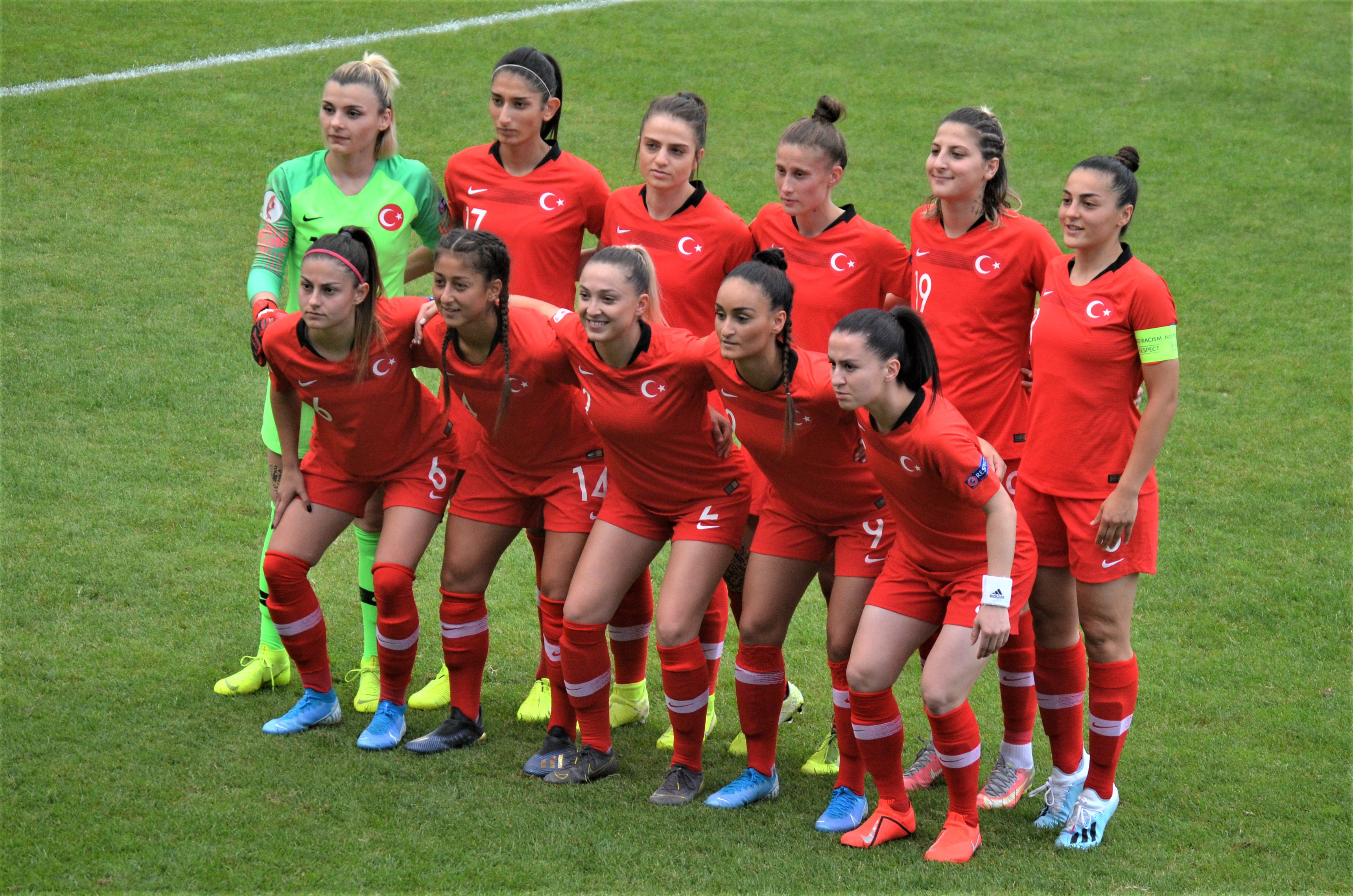
تیم ملی فوتبال زنان ترکیه در سال ۲۰۱۹. با افزایش هواداران فوتبال در کشور، تیم‌های ملی فوتبال زنان و مردان ترکیه از تجهیزات و کیت‌های هم‌طرازی استفاده می‌کنند.
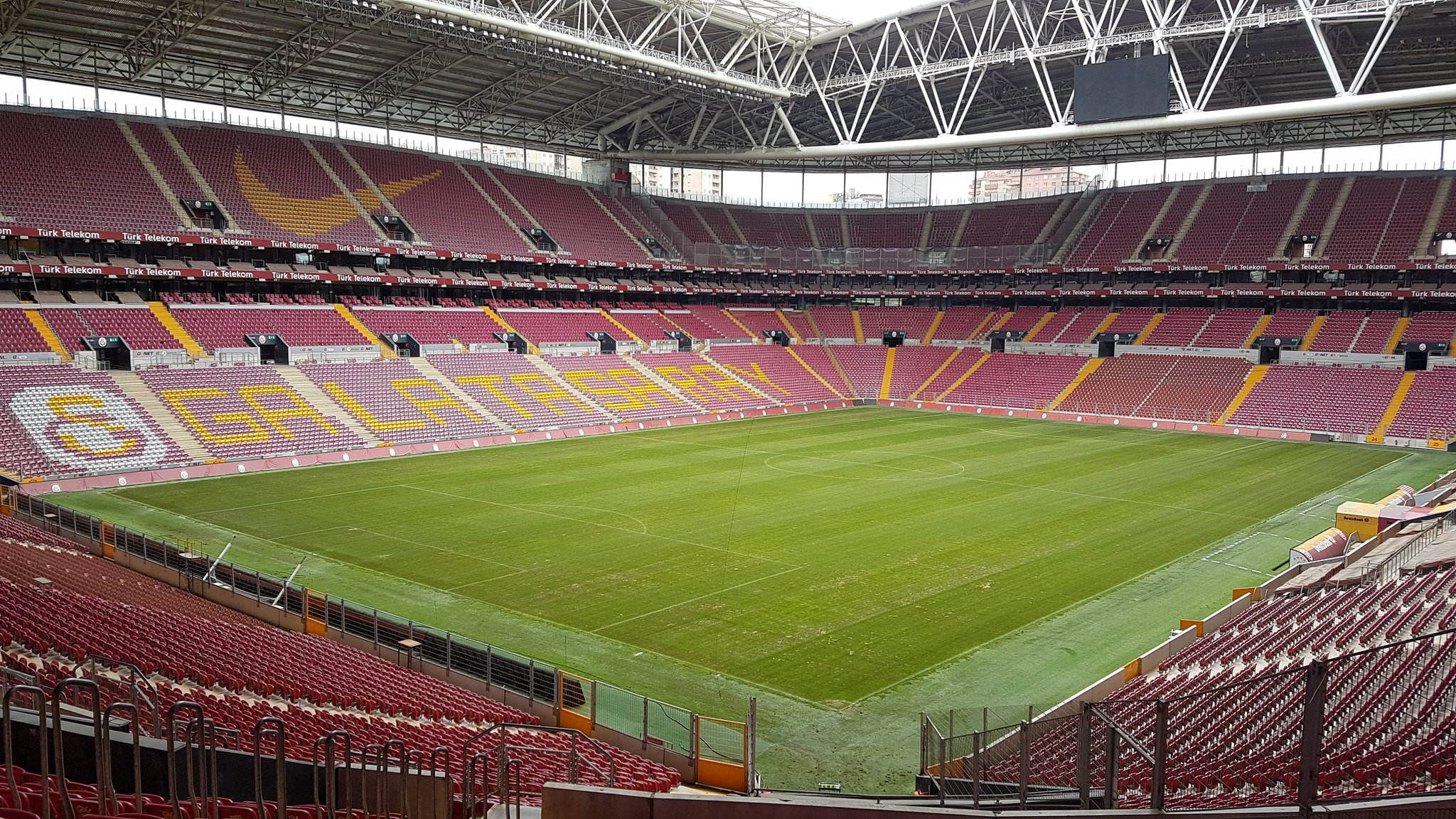
ورزشگاه ترک تلکام آرنا که برای باشگاه ورزشی گالاتاسارای است.
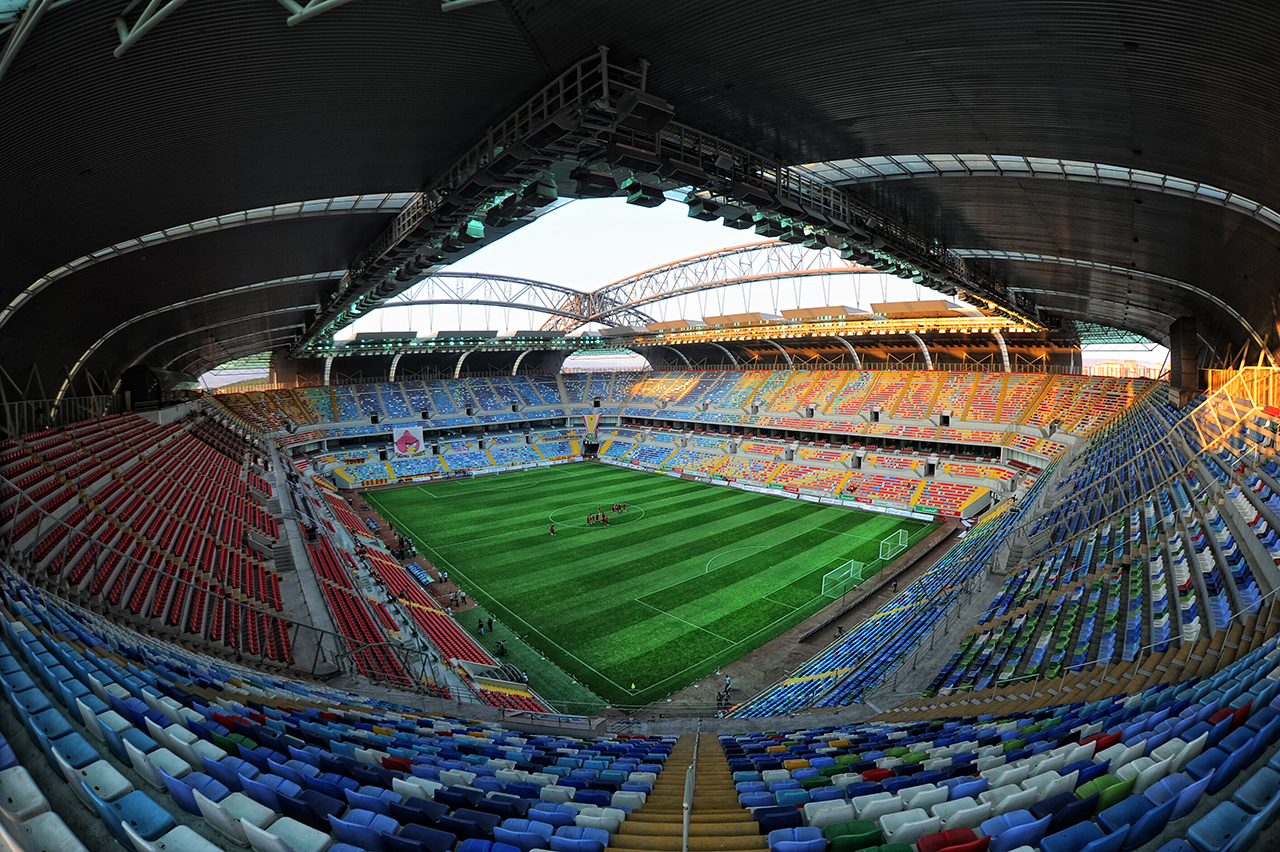
ورزشگاه قادر هاس قیصریه
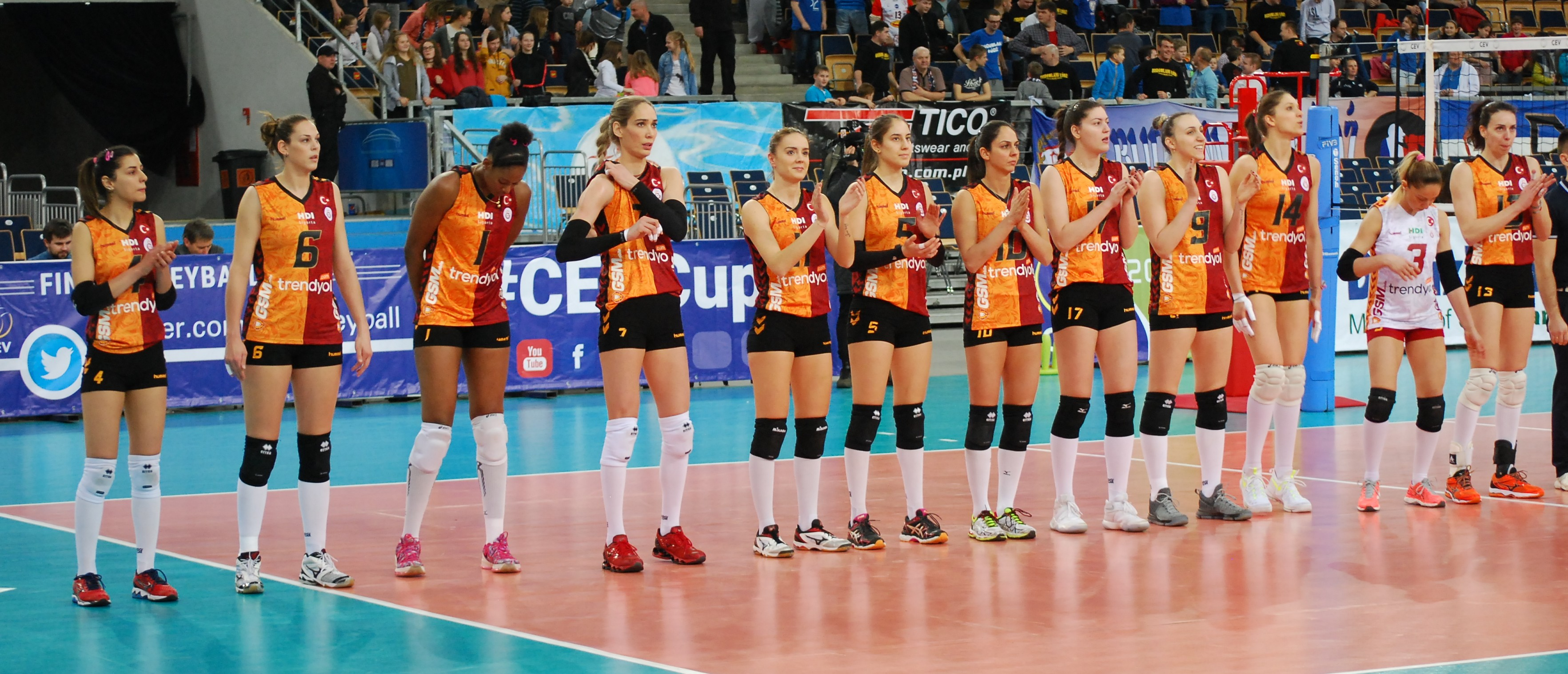
تیم والیبال زنان گالاتاسارای پیش از آغاز مسابقه
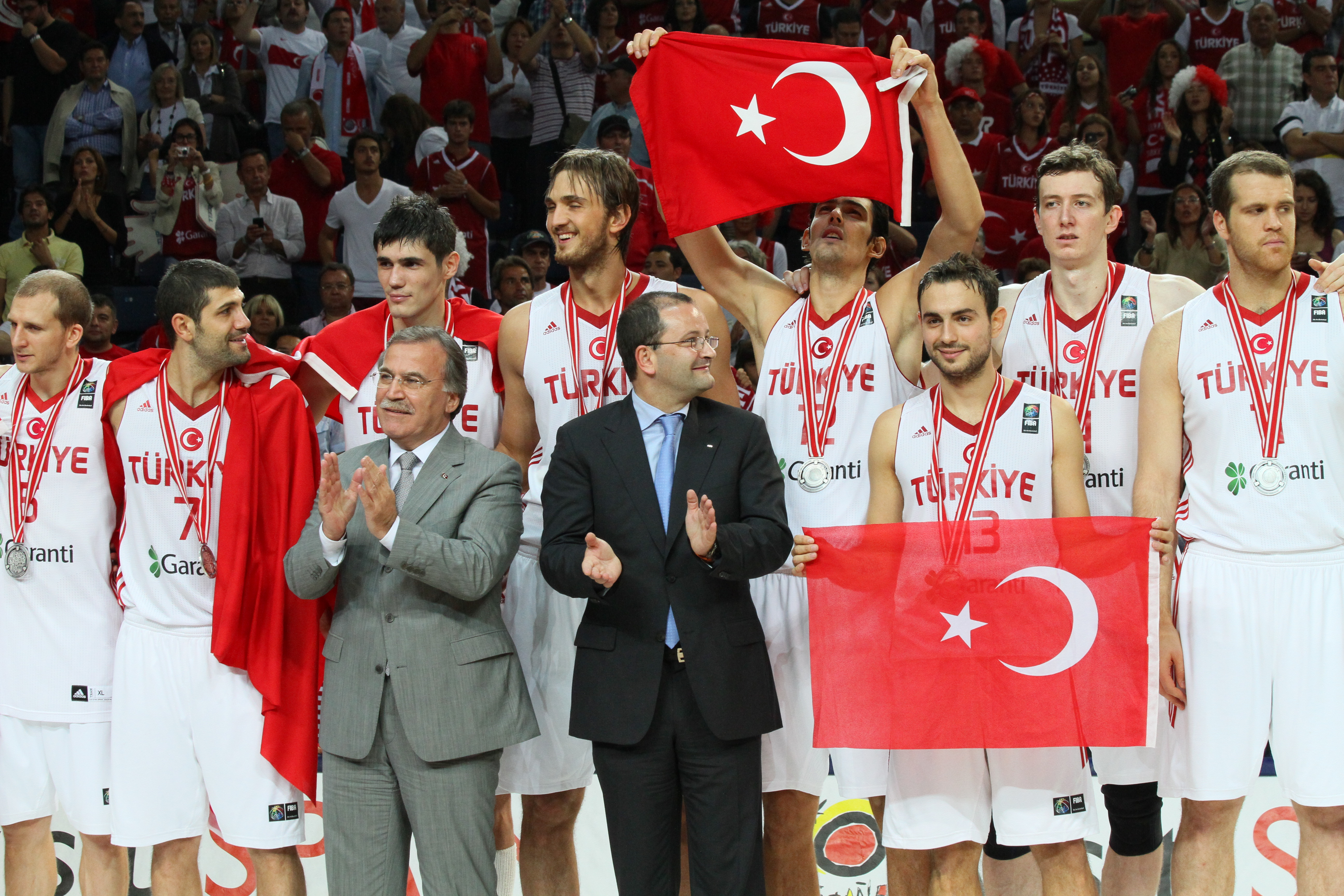
ترکیه میزبان و نایب قهرمان جام‌جهانی بسکتبال ۲۰۱۰

### رسانه‌ها
صدها کانال، رادیو، روزنامه و خبرگزاری دولتی و مستقل در ترکیه وجود دارد که برخی از آن‌ها بسیار موفق بوده‌اند. برای مثال، TRT World (پخش به انگلیسی) توانسته است که به عنوان یک رسانه در جهان شهرت کسب کند و این کانال در تمام شبکه‌های اجتماعی پربازدید جهان حساب کاربری دارد. در مجموع، رسانه‌های ترکیه نسبت به کشورهای منطقه خاورمیانه وضعیت آزادتر و مدرن‌تری دارند اما ترکیه همچنان جزو کشورهای رده پایین در شاخص آزادی رسانه است و جامعه ترکیه در سده بیست و یکم میلادی آن پذیرای خشونت‌ها و اعتراضات بسیاری برای عدم وجود آزادی بیان است.

### غذاها و نوشیدنی‌ها
آشپزی ترکیه بخاطر شباهت بسیار با آشپزی خاورمیانه، مورد پسند ذائقه مردمان کشورهای همسایه آن نیز است. برای گردشگران کشورهای اروپایی نیز، غذاهای ترکیه تا حد زیادی جذاب است. ترکیه نوشیدنی‌های بسیاری نیز دارد که چای ترکی، قهوه ترک و آیران از مشهورترین آن‌ها هستند اما ترکیه بر پایه مصرف سرانه چای، رتبه نخست را میان تمام کشورهای جهان دارد.

### تقویم
تغییر تقویم ترکیه از تقویم قمری به تقویم میلادی پس از تجزیه امپراتوری عثمانی، جامعه امروزی ترکیه را بسیار به کشورهای توسعه یافته نزدیک کرده و باعث افزایش شاخص توسعه انسانی آن نیز شده است. جمهوری ترکیه مانند بیشتر کشورهای جهان از تقویم گریگوری استفاده می‌کند اما نام ماه‌ها، روزهای هفته و تعطیلات رسمی به زبان ترکی استانبولی است که این تقویم را ترکیبی از تقویم میلادی و ترکی کرده است.

### موسیقی و رقص
موسیقی در ترکیه به‌طور کلی شامل قطعه‌های ترکی می‌شود اما از موسیقی ایرانی، عربی، یونانی و چند سبک غربی دیگر نیز تأثیر گرفته است. در دهه‌های اخیر سبک‌های غربی اروپایی و آمریکایی در ترکیه شکوفایی بسیاری داشتند و امروزه بسیاری از خواننده‌های بومی کشور به سبک‌های خارجی اجرا می‌کنند. همچنین بیشتر شهرهای کشور دارای تالارهای کنسرت و صحنه برای اجرا هستند و سالانه خواننده‌های سرشناس بسیاری از سراسر جهان، برای اجرای کنسرت موسیقی به کشور ترکیه سفر می‌کنند. انواع رقص‌های ملی نیز در سراسر کشور در جشنواره‌ها و کنسرت‌های موسیقی اجرا می‌شوند.

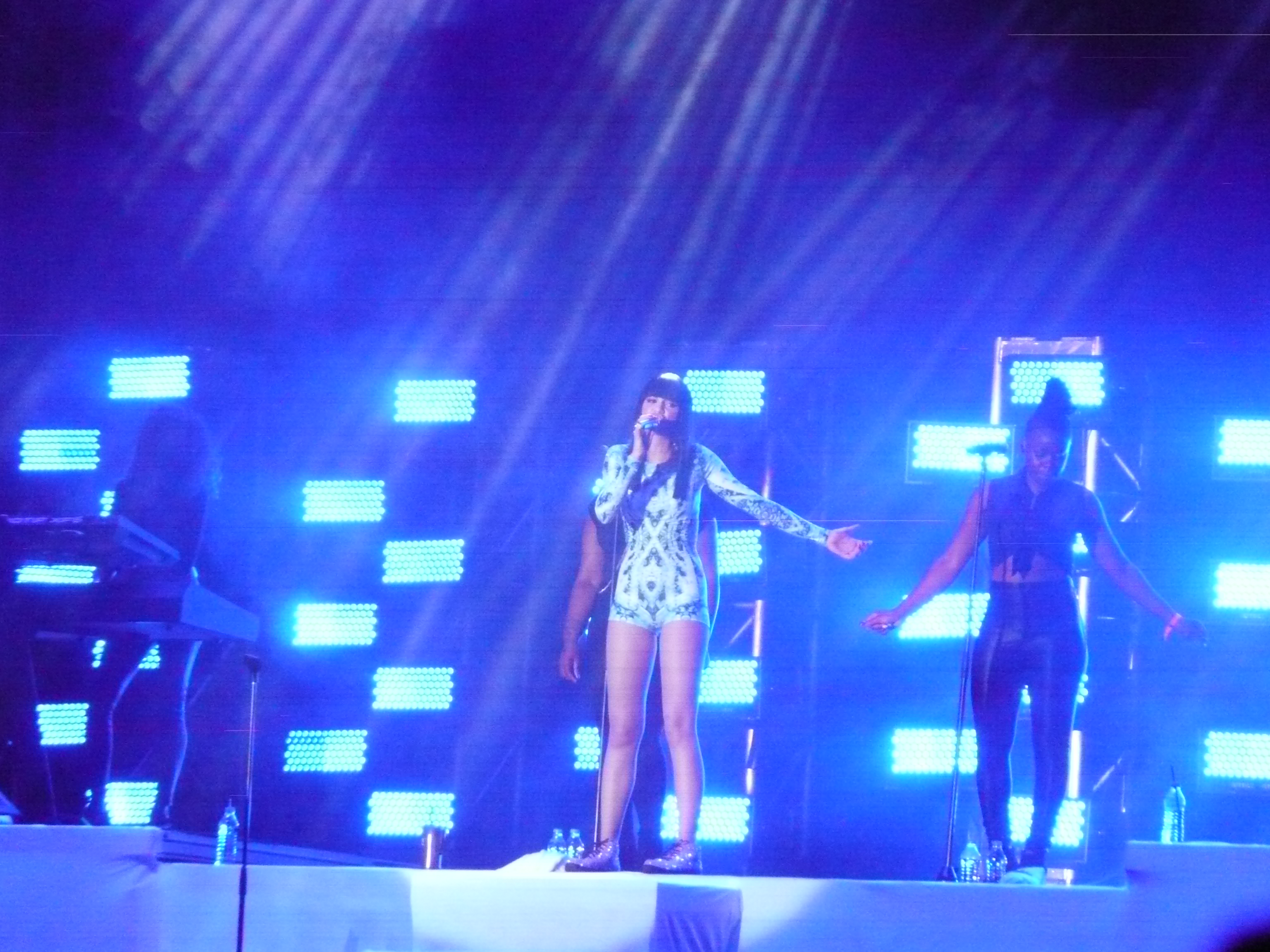
کنسرت جسی جی در استانبول، سال ۲۰۱۲
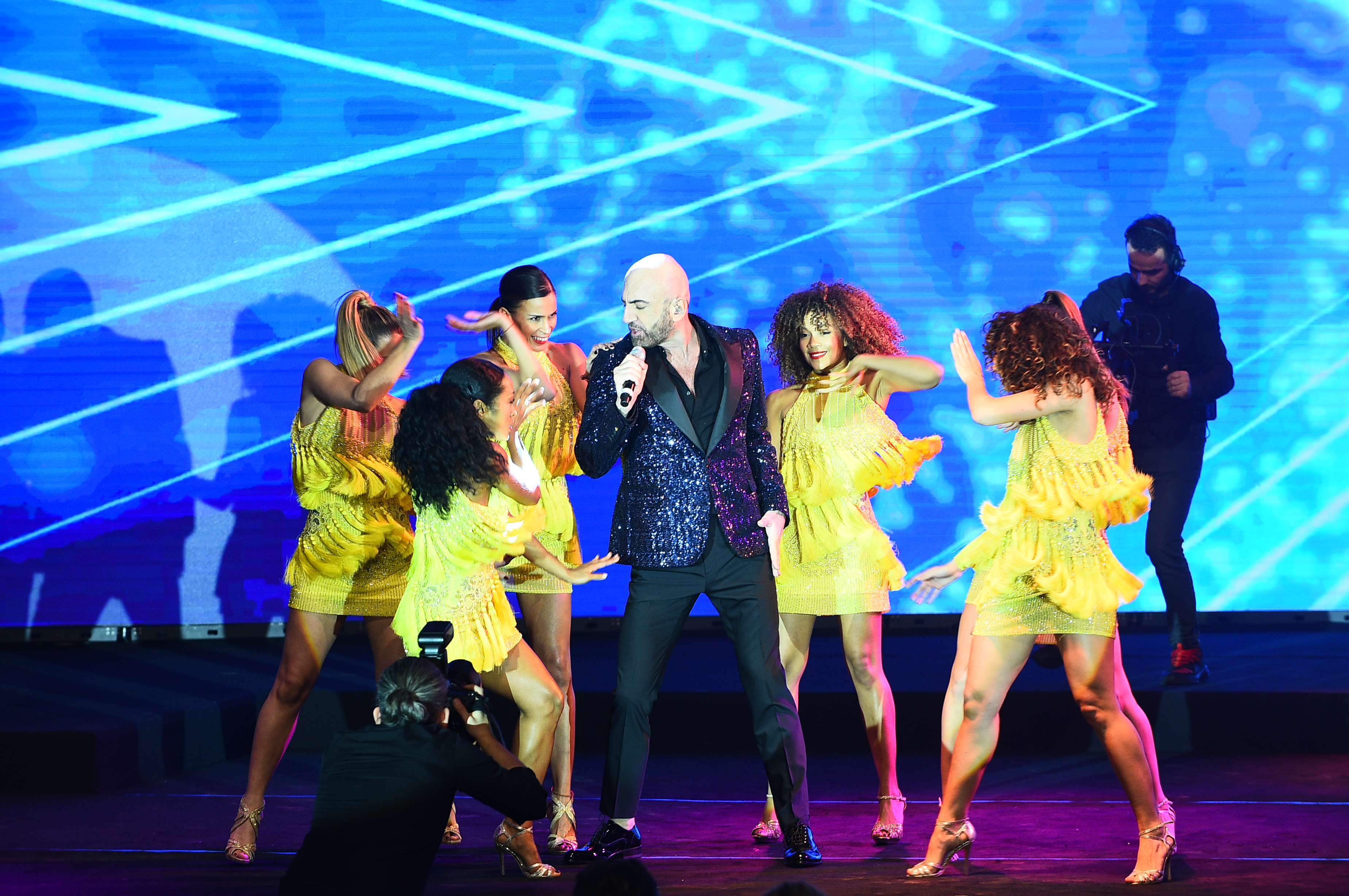
کنسرت سرهات در ترکیه، سال ۲۰۱۸
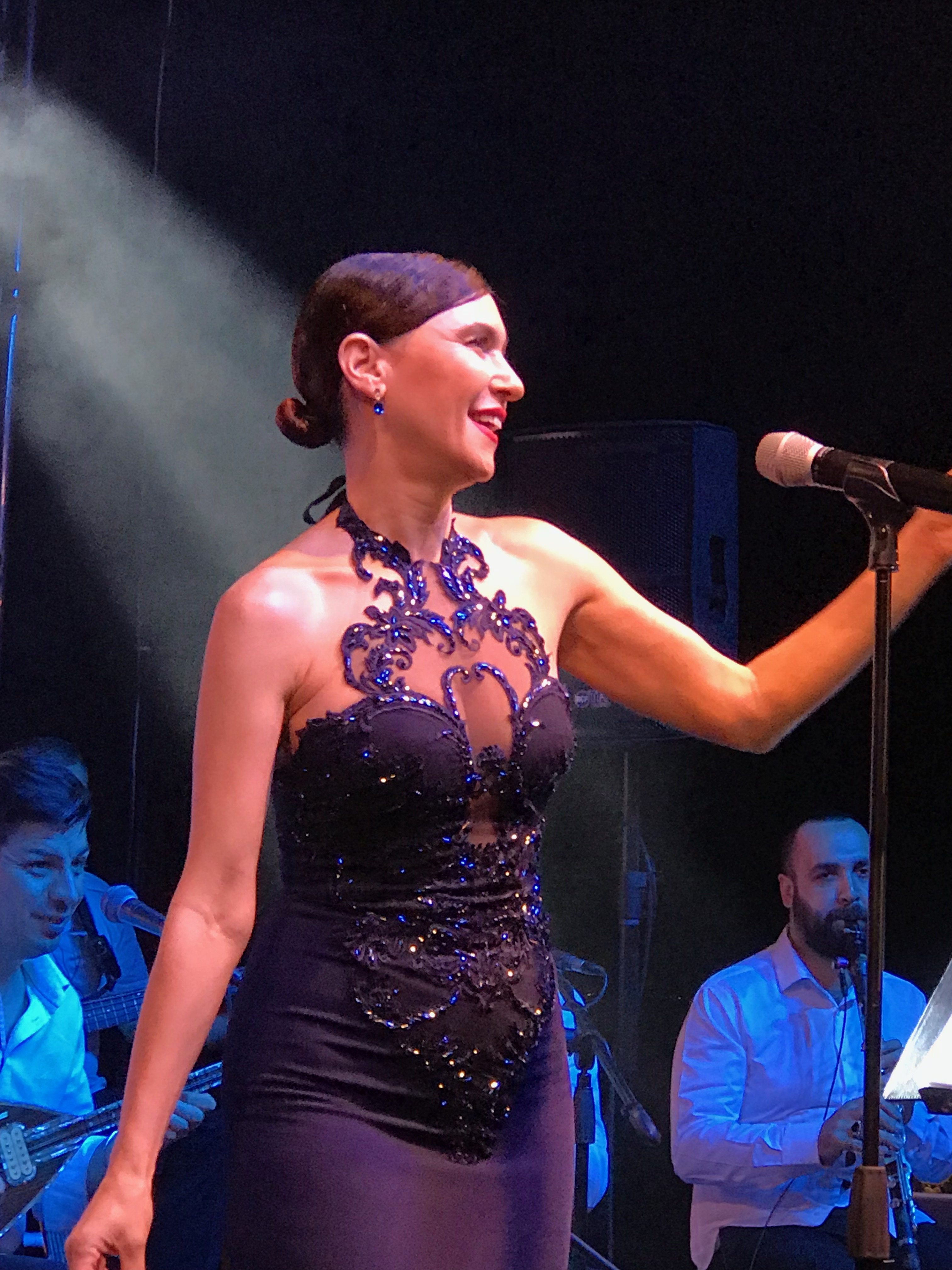
کنسرت شوال سام در ازمیر
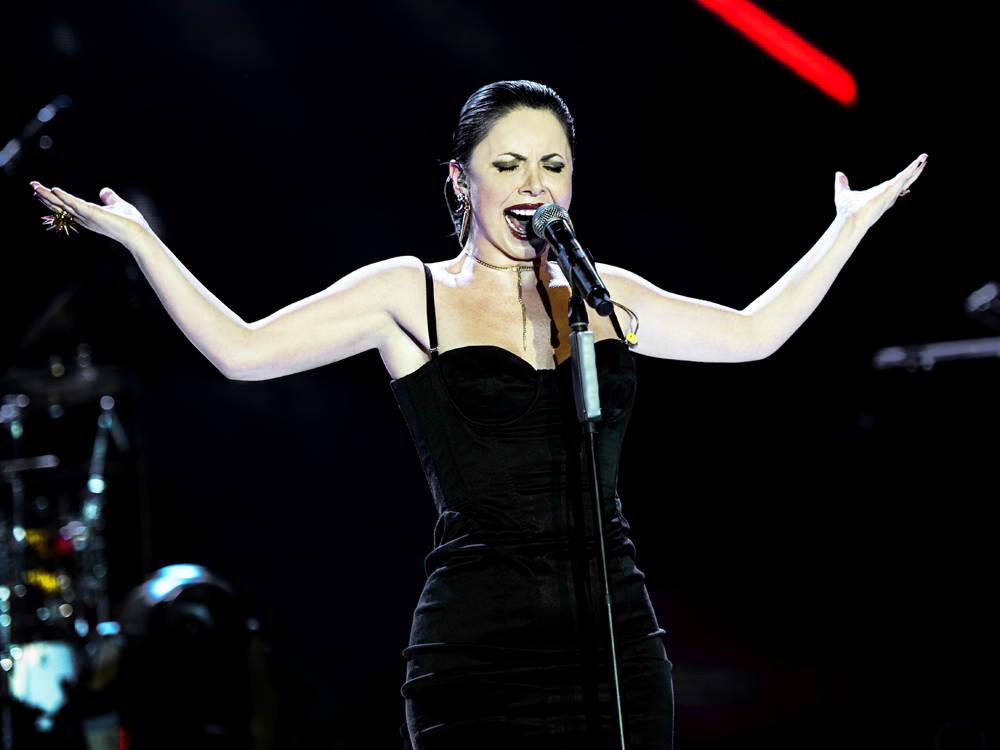
شبنم فراح خواننده اهل ترکیه در حال اجرا
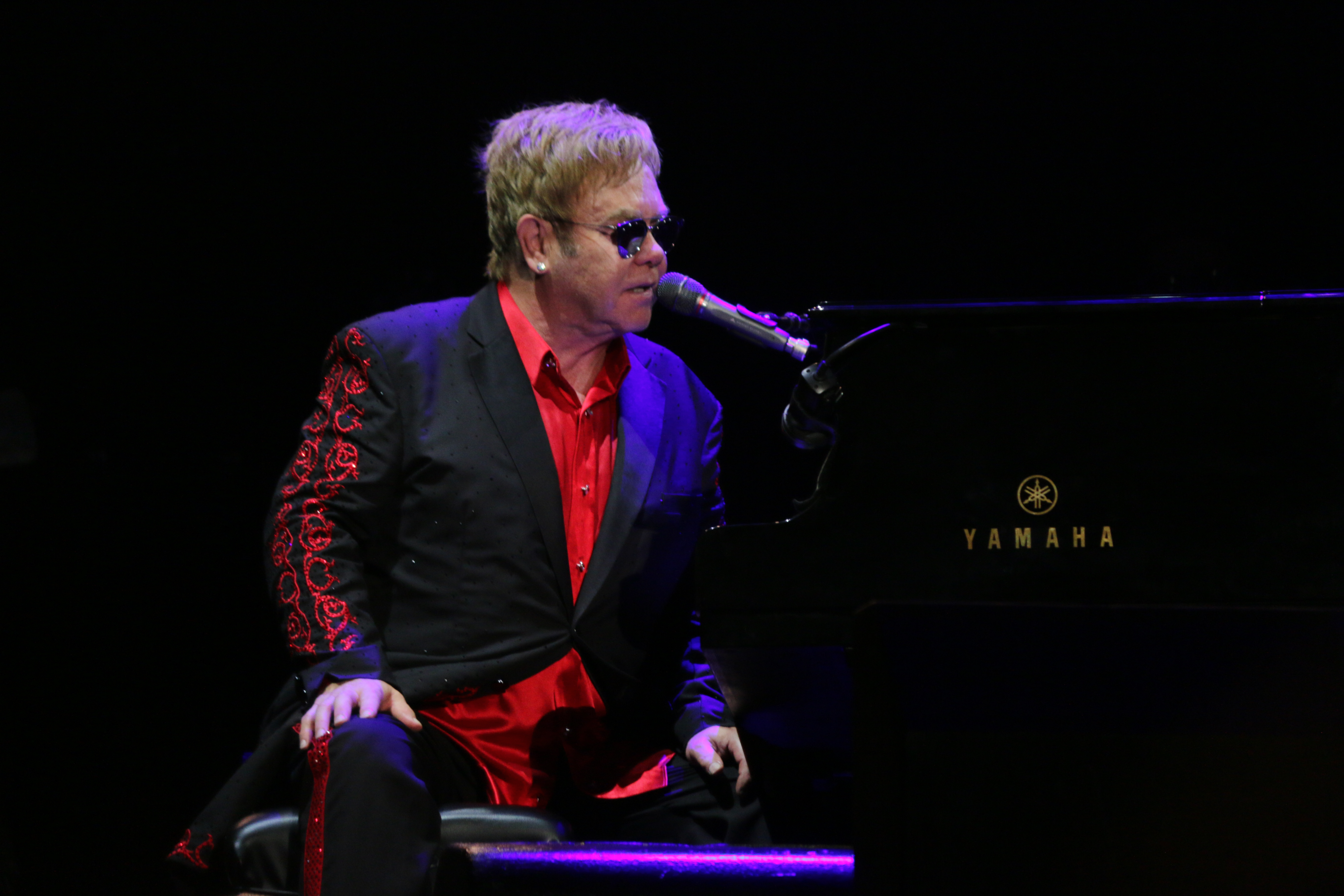
التون جان در حال اجرا در آنتالیا

## اقتصاد

درآمد سرانه استان‌های ترکیه بر اساس آمار سال ۲۰۱۱ (به دلار):
۲۶۰۰۰ و بیشتر
۲۲۰۰۰–۲۶۰۰۰
۱۸۰۰۰–۲۲۰۰۰
۱۳۰۰۰–۱۸۰۰۰
۱۰٬۰۰۰–۱۳٬۰۰۰
۶۰۰۰–۱۰٬۰۰۰
۲۰۰۰–۶۰۰۰
کمتر از ۲۰۰۰

اقتصاد ترکیه ترکیبی از صنایع بومی و نوین است که روز به روز بر دامنه‌اش افزوده می‌شود. تولیدات فراوان کشاورزی ترکیه در سال ۲۰۰۵ رتبه هفتم جهان را بدست آورد و در سال ۲۰۰۶ برای ۱۱٫۲٪ از مردم ترکیه اشتغال ایجاد کرد. بخش خصوصی اقتصاد ترکیه نیز قوی و به سرعت در حال رشد است و نقش مهمّی در بانکداری، حمل و نقل و ارتباطات دارد. در سال‌های اخیر اقتصاد ترکیه رشد خوبی داشته و رشد ۸٫۹٪ و ۷٫۴٪ را در سال‌های ۲۰۰۴ و ۲۰۰۵ به دست آورده است.
تولید ناخالص داخلی ترکیه (برابری قدرت خرید) در رده ۱۳ ام جهان قرار دارد و این کشور ۱۹ امین تولید ناخالص داخلی بزرگ جهان را در اختیار دارد. ترکیه همچنین از اعضای مؤسس سازمان همکاری و توسعه اقتصادی و گروه ۲۰ است. ترکیه گسترش و امکانات بسیاری هم در صنعت خودروسازی داشته است به‌طوریکه بیش از ۱٫۳ میلیون وسیله نقلیه در سال ۲۰۱۵ تولید کرده و به عنوان چهاردهمین سازنده بزرگ اتومبیل جهان در رتبه‌بندی جای گرفته است. ترکیه در سال ۲۰۱۹ نخستین خودروی ملی خود را ساخت که توسط پینینفارینا طراحی شد و رجب طیب اردوغان آن را نشانه‌ای از توسعه کشور دانست. این کشور در کشتی‌سازی پیشرفته است و محصولات آن به کشورهای اروپایی نیز صادر می‌شوند. با توجه به تلاش دولت برای برابرتر کردن سیاست‌های اقتصادی، ترکیه دارای کارخانه‌ها و شرکت‌های خصوصی بزرگ و مشهور جهانی است و بسیاری از کارخانه‌های کشور توانسته‌اند بخش‌های بزرگی از بازار اروپا را در اختیار بگیرند. برندهای ترکیه‌ای مانند بکو و وستل از بزرگ‌ترین تولیدکنندگان لوازم الکترونیکی مصرفی و لوازم خانگی در اروپا به‌شمار می‌روند و هزینه بالایی را برای تحقیق و توسعه در فناوری‌های جدید مرتبط با محصولات خود، سرمایه‌گذاری می‌کنند.
دیگر بخش‌های مهم اقتصاد ترکیه عبارتند از بانک‌داری، ساخت‌وساز، لوازم خانگی، الکترونیک، پوشاک و منسوجات، محصولات پتروشیمی، مواد غذایی، گردشگری و صنعت ماشین آلات. مواد غذایی ترکیه در بسیاری از کشورهای اروپایی به‌طور پیوسته در دسترس هستند.
صنایع ترکیه مدرن و گسترده شده و توانسته‌اند علاوه بر کشورهای اروپایی، بسیاری از کشورهای منطقهٔ خاورمیانه را هدف صادرات قرار دهند به نحوی که در کنار کشورهای اروپایی مثل آلمان، کشورهایی از خاورمیانه از جمله ایران و عراق، واردات بسیار بالایی از ترکیه داشته‌اند.

### زیر ساخت

#### ترابری
در سال ۲۰۱۳، ۹۸ فرودگاه در ترکیه به جابجایی مسافران مشغول بودند که ۲۲ تای آن‌ها فرودگاه بین‌المللی بودند. فرودگاه بین‌المللی آتاترک، بر اساس میانگین چندساله، یازده‌امین فرودگاه پررفت‌وآمد جهان است. بسیاری از فرودگاه‌های ترکیه شرایط بسیار خوبی دارند و میزان رفت‌وآمد مسافران در آن‌ها بسیار بالاست. دولت نیز در تلاش است تا هرچه بیشتر از پتانسیل اقتصادی این بخش بهره ببرد و در حال برنامه‌ریزی برای ساخت فرودگاه‌های مدرن‌تر و بزرگ‌تر است. فرودگاه جدید استانبول با این برنامه که قرار است بزرگ‌ترین فرودگاه جهان باشد، آغاز به ساخت شد. ایرلاین‌های ترکیه نیز با کنار زدن رقبای منطقه‌ای خود، همانند ایران‌ایر از ایران، توانسته‌اند شهرتی جهانی کسب کنند و ترکیش ایرلاینز هم‌اکنون ناوگانی ۳۴۹تایی دارد و به ۱۲۶ کشور جهان امکان سفر دارد.
شرکتهای هواپیمایی ترکیه ۶۱۸ فروند هواپیمای مسافری در اختیار دارند.
راه‌آهن ترکیه نیز از چند دهه پیش تر، آغاز به نوسازی و مدرن‌سازی تجهیزات و خطوط خود کرده است و هم‌اکنون، راه‌آهن ترکیه از خطوط پرسرعت بهره می‌برد.

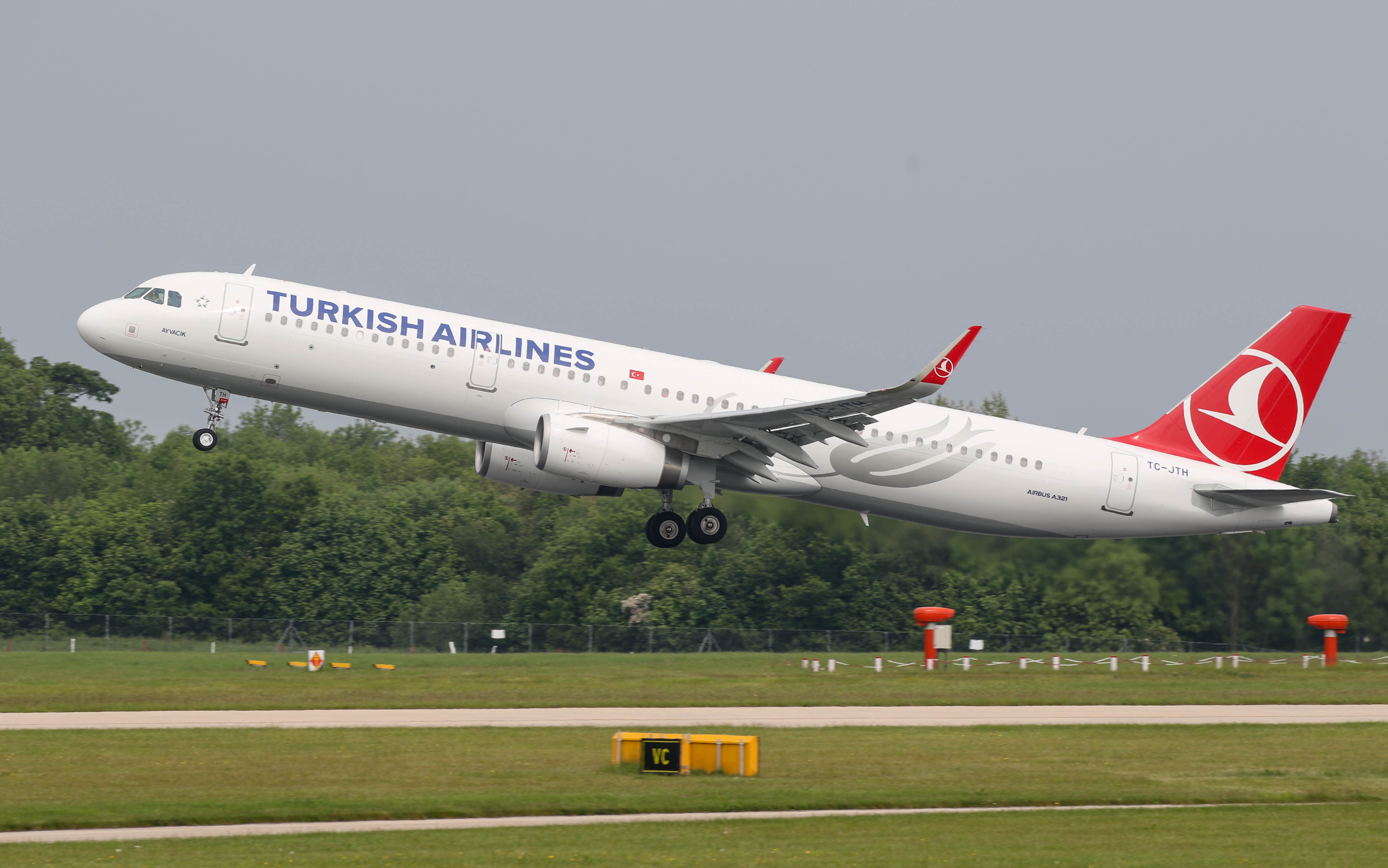
ترکیش ایرلاینز شرکت هواپیمایی حامل پرچم ترکیه
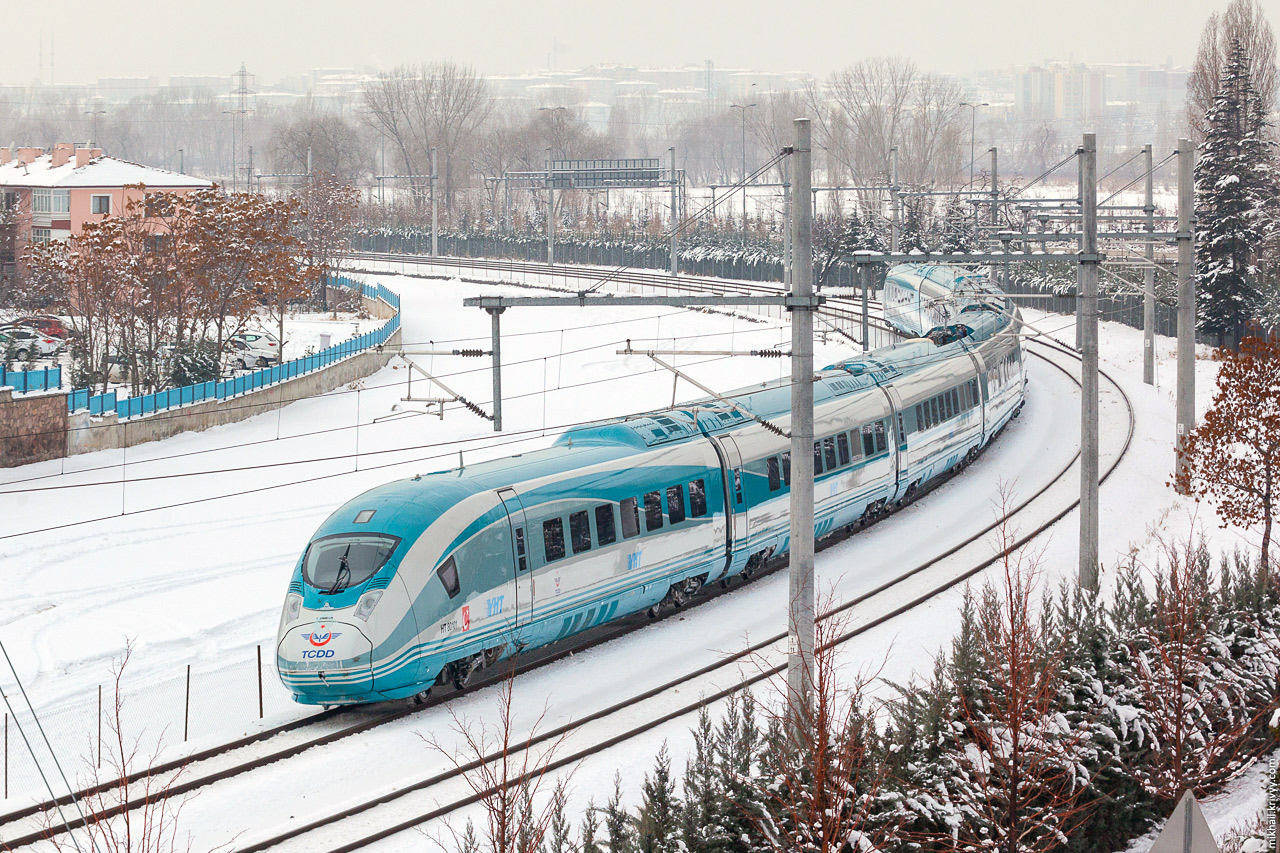
یک قطار تندرو TCDD HT80000
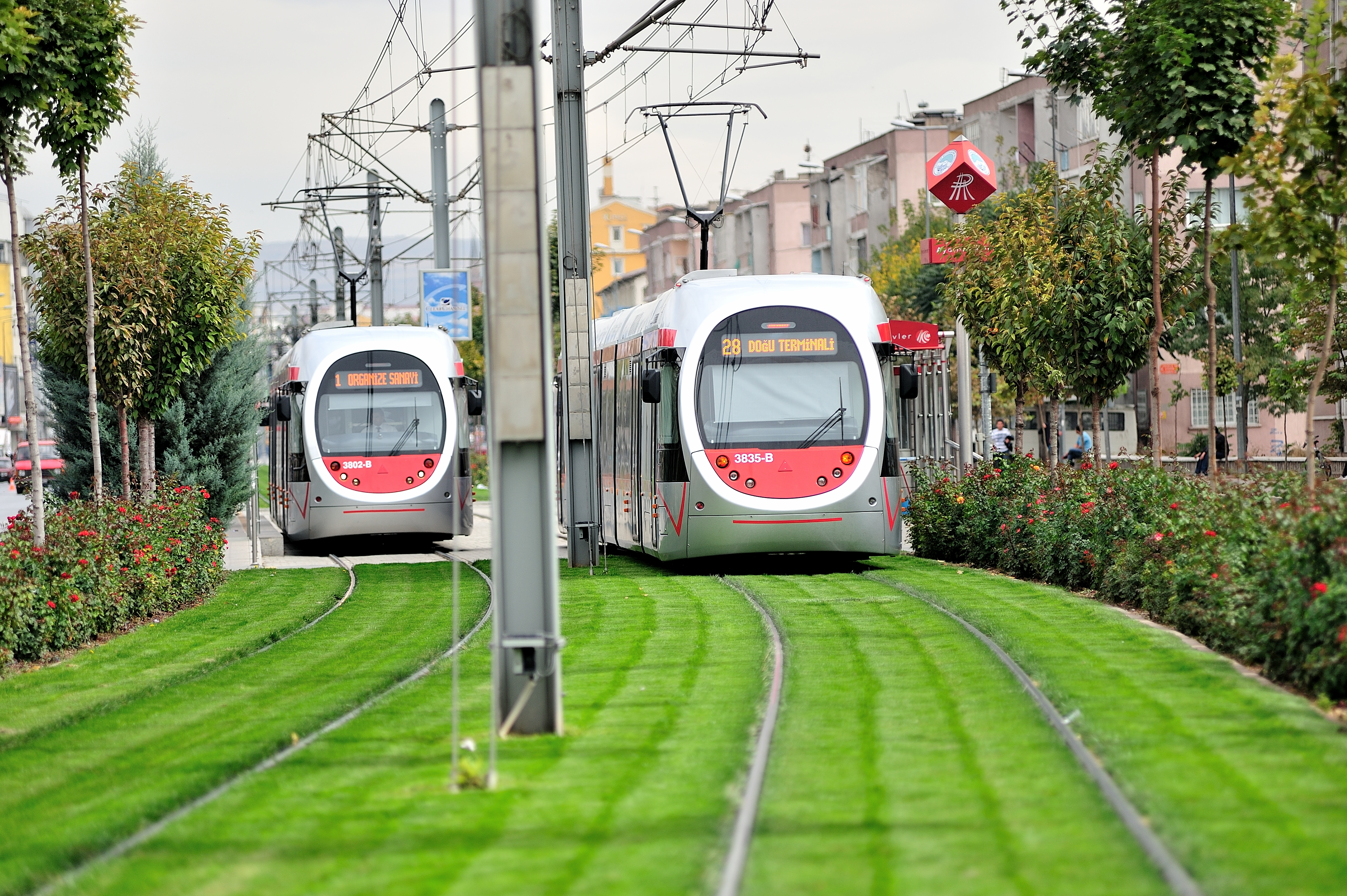
قطارهای قیصریه
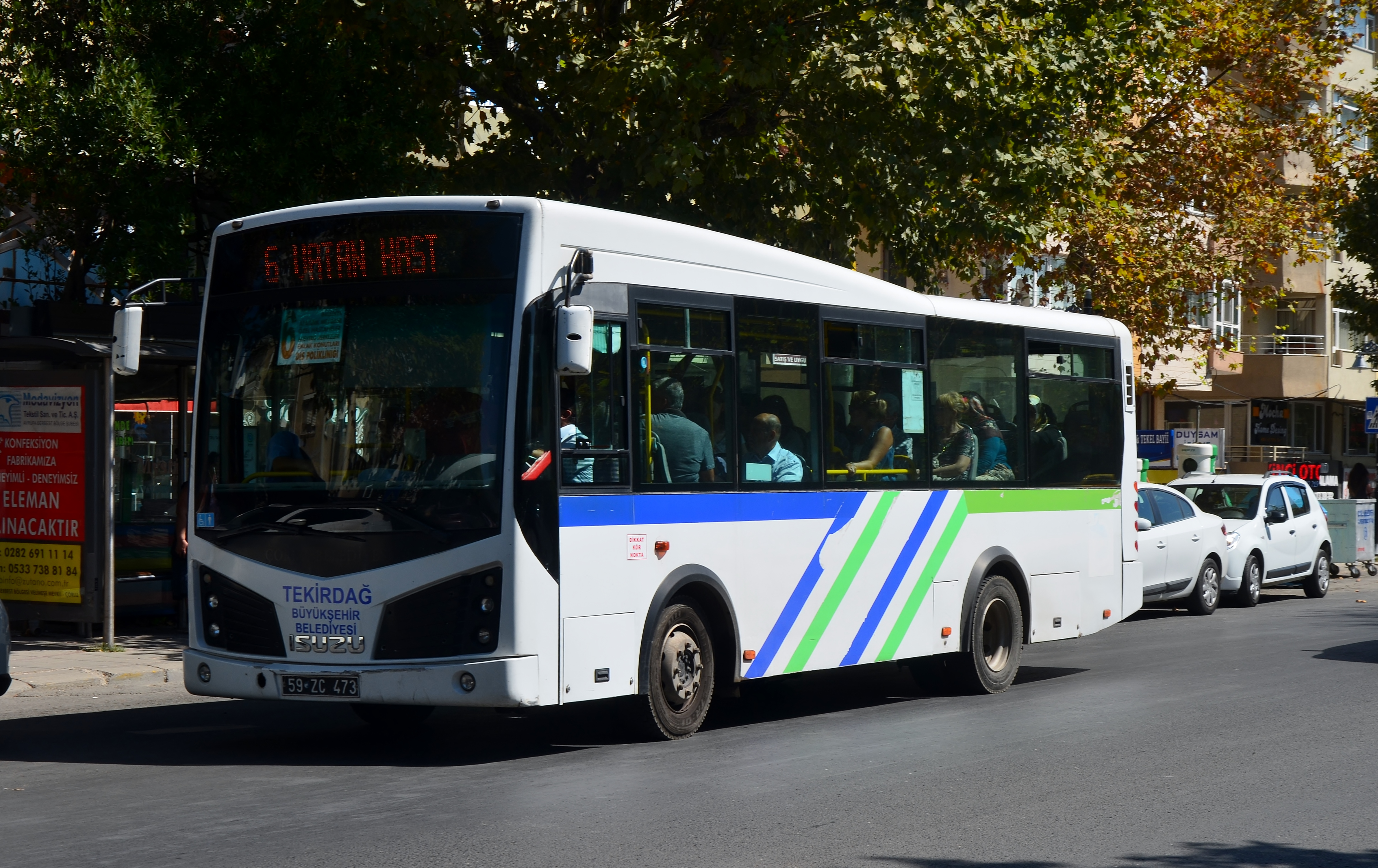
یک اتوبوس شهری، در شهری کم‌جمعیت در ترکیه
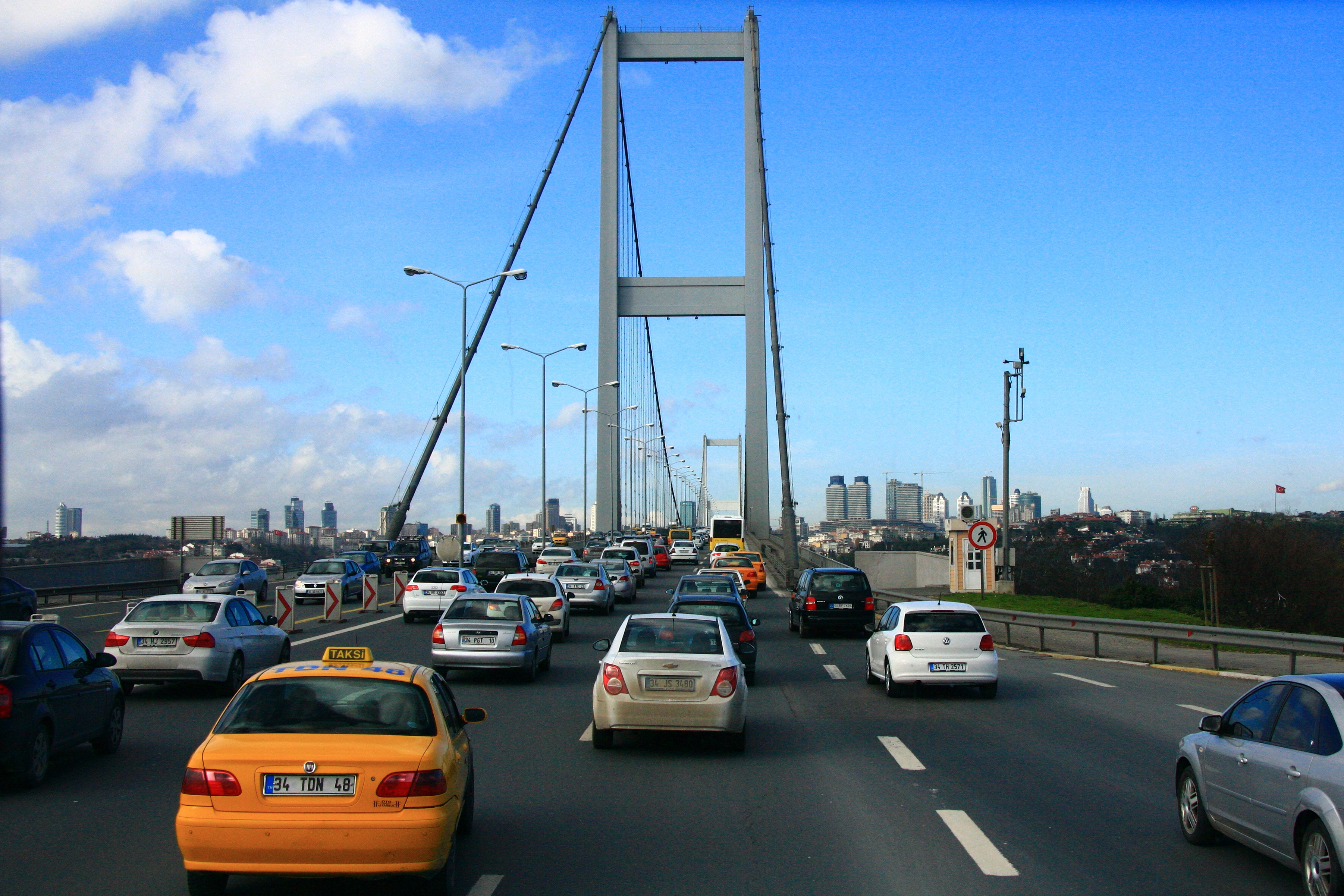
ترافیک و یک تاکسی شهری در سال ۲۰۱۳ در ترکیه

### گردشگری در ترکیه
گردشگری در ترکیه بخش مهمی از اقتصاد کشور را تشکیل می‌دهد. ترکیه همچنین ششمین کشور در رتبه‌بندی گردشگری جهان است. از قرن بیستم میلادی، صنعت گردشگری در ترکیه به صورت جدی مورد توجه قرار گرفت. وزارت فرهنگ و گردشگری در حال برندسازی ترکیه در جهان، از طریق تبلیغات و کار روی فرهنگ ملی کشور است. ترکیه علاوه بر کشورهای همسایه، از کشورهای سراسر جهان گردشگر دریافت می‌کند. شمار میراث جهانی یونسکو در ترکیه به عدد ۱۷ می‌رسد و این کشور از آثار باستانی گرفته تا طبیعت و مراکز خرید شهری‌اش، استفاده بالایی برای بهبود اقتصاد بومی می‌کند. در سال ۲۰۲۳ یک میلیون و ۳۰۰ هزار نفر گردشگر فقط برای اهداف پزشکی و درمانی به ترکیه سفر کردند.

## نیروی نظامی

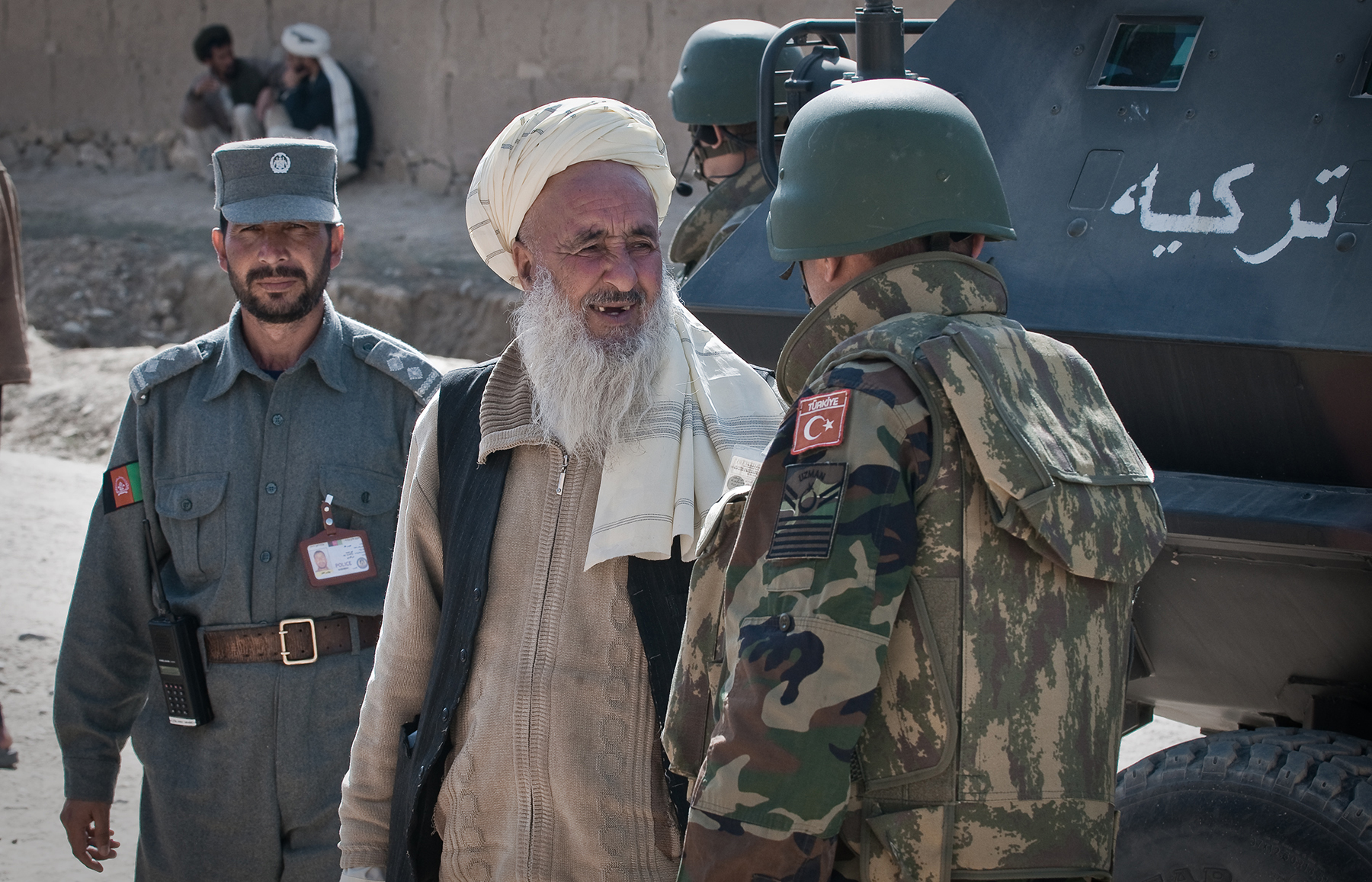
نیروی نظامی ترکیه در افغانستان

نیروهای مسلح ترکیه متشکل از: نیروهای مسلح، نیروی زمینی، نیروی هوایی و نیروی دریایی ترکیه است. نیروی هوایی ترکیه بیش از ۶۰٫۰۰۰ نفر کارمند و ۶۳۵ هواپیما در اختیار دارد و از جنگنده‌هایی شامل جنرال داینامیکس اف-۱۶ فایتینگ فالکن و پهپادهای جنگی ساخت داخل بهره می‌برد. این کشور پس از نیروهای مسلح ایالات متحده، دومین نیروی نظامی بزرگ فعال را در ناتو دارد.